# Installations de première classe du Titanic
Vous lisez un « article de qualité » labellisé en 2010.

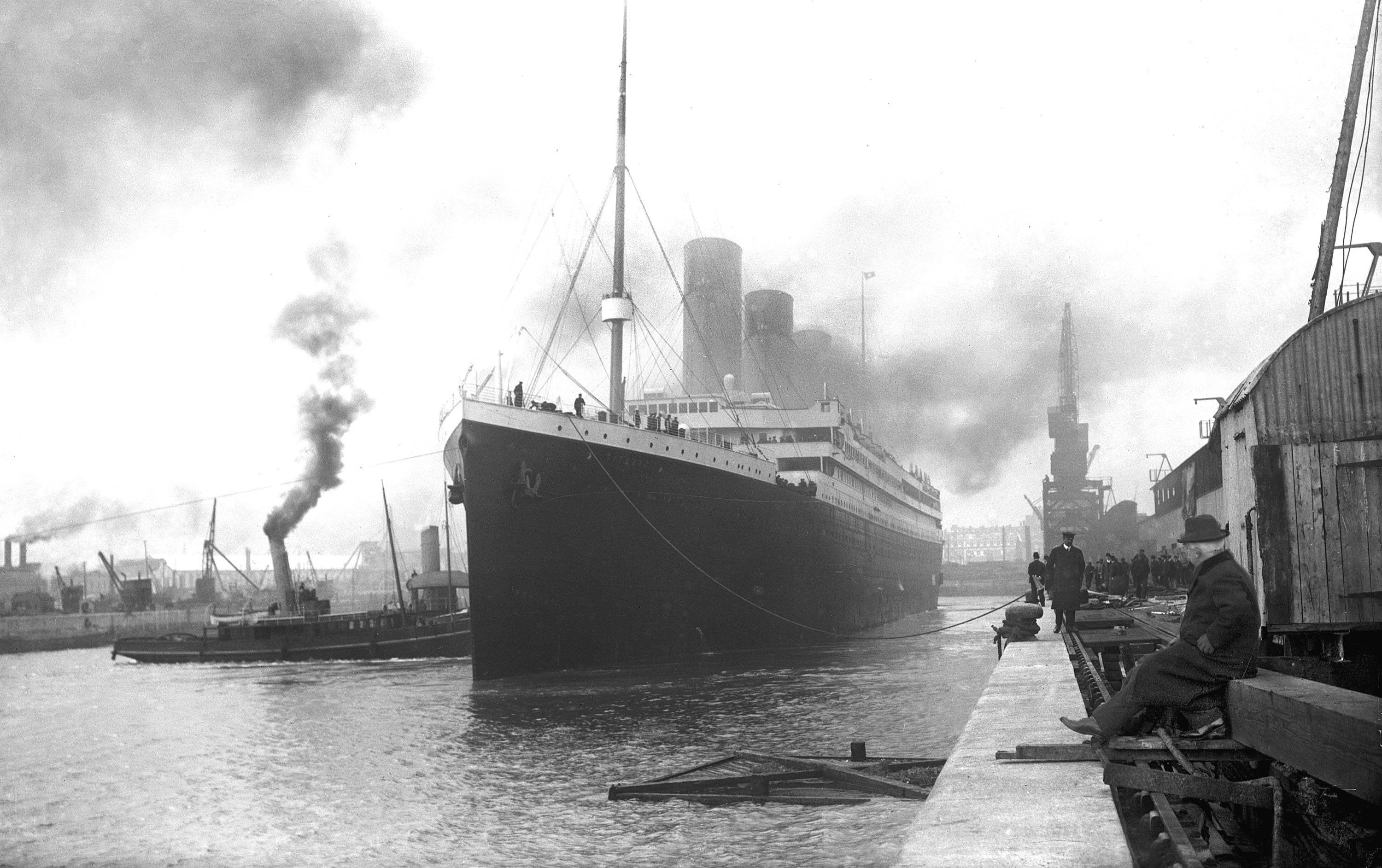
Le Titanic dans le port de Southampton, peu avant son départ.

Les installations de première classe du Titanic, paquebot transatlantique ayant fait naufrage le 15 avril 1912, sont réputées pour leur luxe et leur diversité. Situées au cœur du navire, là où les vibrations des machines se font le moins sentir, elles sont destinées à accueillir les passagers les plus fortunés. On trouve ainsi des installations pour divertir les sportifs (court de squash, piscine), des restaurants et cafés, et plusieurs salons. Les passagers peuvent également se prélasser sur le pont du navire et y pratiquer des jeux de plein air. Les cabines offrent aussi un confort certain et arborent une grande diversité de styles architecturaux de différentes époques. Cependant, et bien que ce ne soit pas inhabituel à l'époque, toutes ne sont pas équipées de salles de bain.
Lorsque le Titanic coule, nombre d'installations de première classe continuent à exercer leur office. Ainsi, le salon reste un temps ouvert et accueille l'orchestre du navire chargé de jouer pour éviter la propagation de la panique, tandis que d'autres passagers patientent dans le gymnase ou jouent une dernière partie de cartes dans le fumoir. Sur l'épave du navire, découverte en 1985, certaines de ces installations sont encore visibles et bien conservées, et des objets symboliques ont pu être remontés à la surface et restaurés. Ces parties du navire ont également été reconstituées plus ou moins fidèlement dans les nombreux films sur le sujet.
Le Titanic est le deuxième d'une série de trois paquebots. Son grand frère, l'Olympic connaît une carrière de 25 ans, et subit donc des changements dans ses installations au fur et à mesure de l'évolution des mœurs, évolutions qu'aurait très certainement connues le Titanic s'il n'avait pas coulé. Le troisième géant, le Britannic, aurait pour sa part dû être beaucoup plus luxueux et aurait alors présenté des différences qui illustrent les mutations de la construction navale de l'époque. Cependant, réquisitionné durant la Première Guerre mondiale, il sombre avant d'avoir pu entrer en service civil.

## Emplacement, signalisation et restrictions

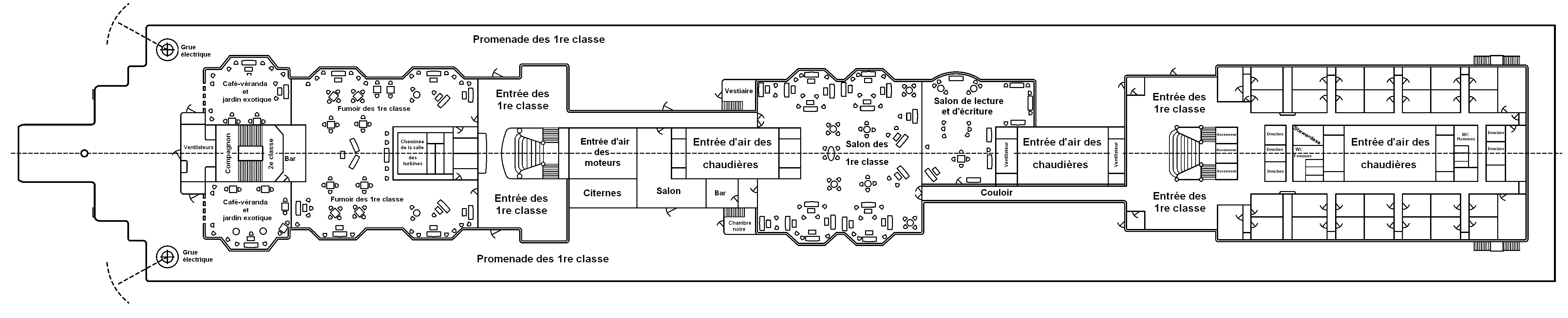
Plan du Pont A.

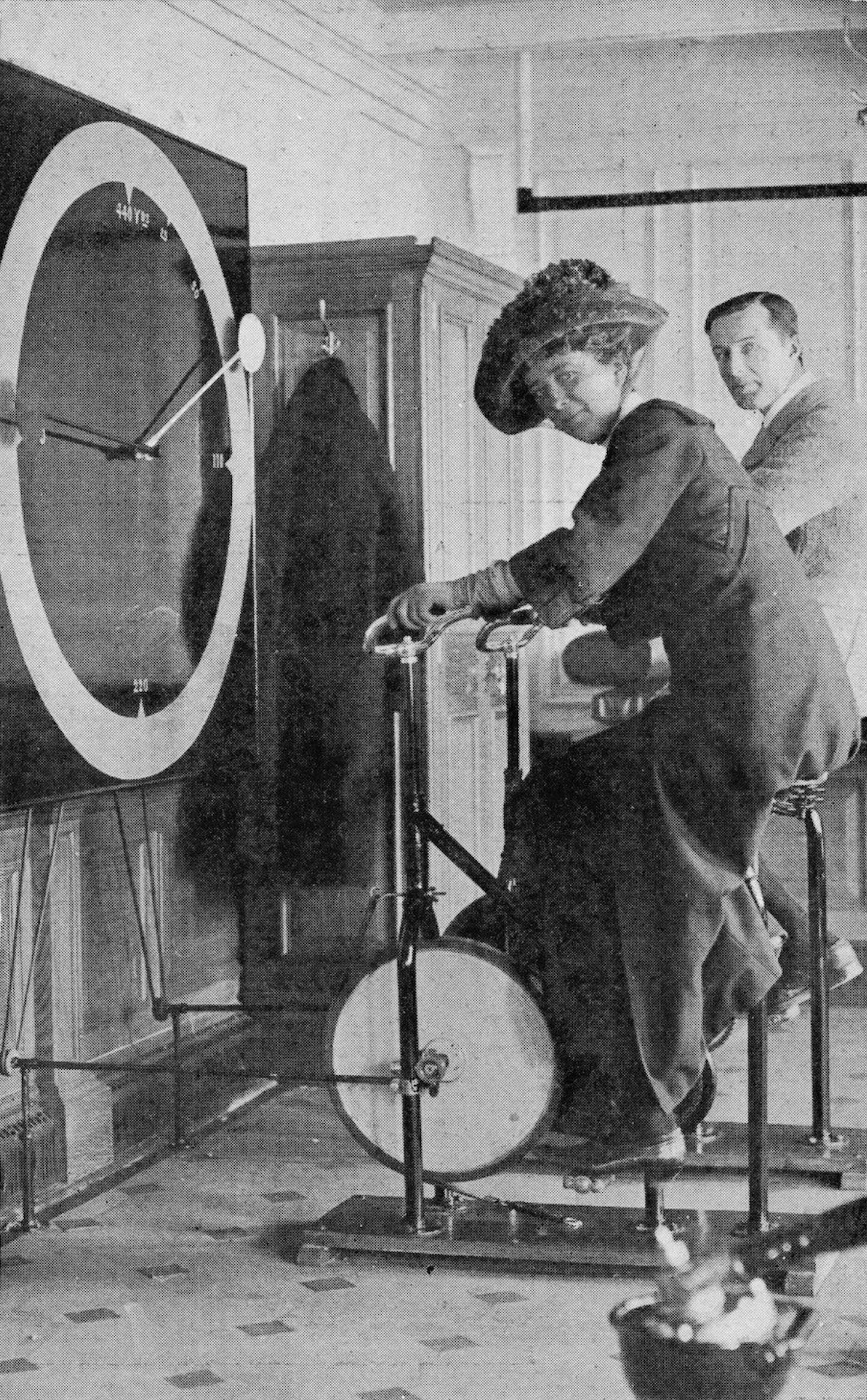
Les passagers de deuxième classe comme Lawrence Beesley ont accès à la première classe avant le départ.

Comme sur la plupart des transatlantiques de l'époque du Titanic, les installations de première classe sont situées dans la partie centrale du navire, là où les vibrations et le roulis se sentent le moins. Le navire voit ses ponts désignés par des lettres, à l'exception du pont supérieur (aussi nommé pont des embarcations) et des deux ponts inférieurs consacrés aux machines. Le pont le plus haut est donc le pont A, et les lettres suivent jusqu'à G. La première classe s'étend du pont supérieur au pont E. Si la plupart des ponts sont partagés avec les autres classes, le pont A fait exception, puisqu'il comporte uniquement des installations de première classe. Sur les autres ponts, la première classe occupe le centre, la deuxième est légèrement en arrière et la troisième, ainsi que l'équipage, occupe la proue et la poupe du navire.
Afin d'aider les passagers à se repérer, des panneaux sont disposés au-dessus des portes : outre leur fonction d'aide à l'orientation, ils ont pour but d'indiquer quelles zones sont réservées à l'équipage. Le nom du pont est également indiqué en lettres capitales posées sur les murs en face des escaliers et des ascenseurs. Les passagers reçoivent aussi lors de leur arrivée un plan du navire. Ce plan n'est cependant pas exhaustif et ne représente que les installations de première classe. Il n'est pas non plus tout à fait à jour : le père Francis Browne n'y trouve pas sa cabine, qui a été rajoutée à la dernière minute sur le pont A,.
Les classes sont très cloisonnées, et il est théoriquement défendu de passer de l'une à l'autre. Des panneaux sur les portes et portails signalent aux passagers qu'une zone leur est interdite. Dans la pratique, s'il est tout à fait impossible, pour raisons sanitaires, qu'un passager de troisième classe entre en contact avec ceux d'autres classes, les barrières entre première et deuxième classes sont plus souples. Il est généralement accepté qu'un passager de première rende visite à un ami voyageant en deuxième. De même, avant le départ, les passagers de deuxième classe peuvent se promener en première avant que le navire ne quitte le port. C'est ainsi que Lawrence Beesley, passager de deuxième classe, a été photographié sur une des bicyclettes du gymnase.

## Installations communes

### Installations sportives et de bien-être

#### Gymnase

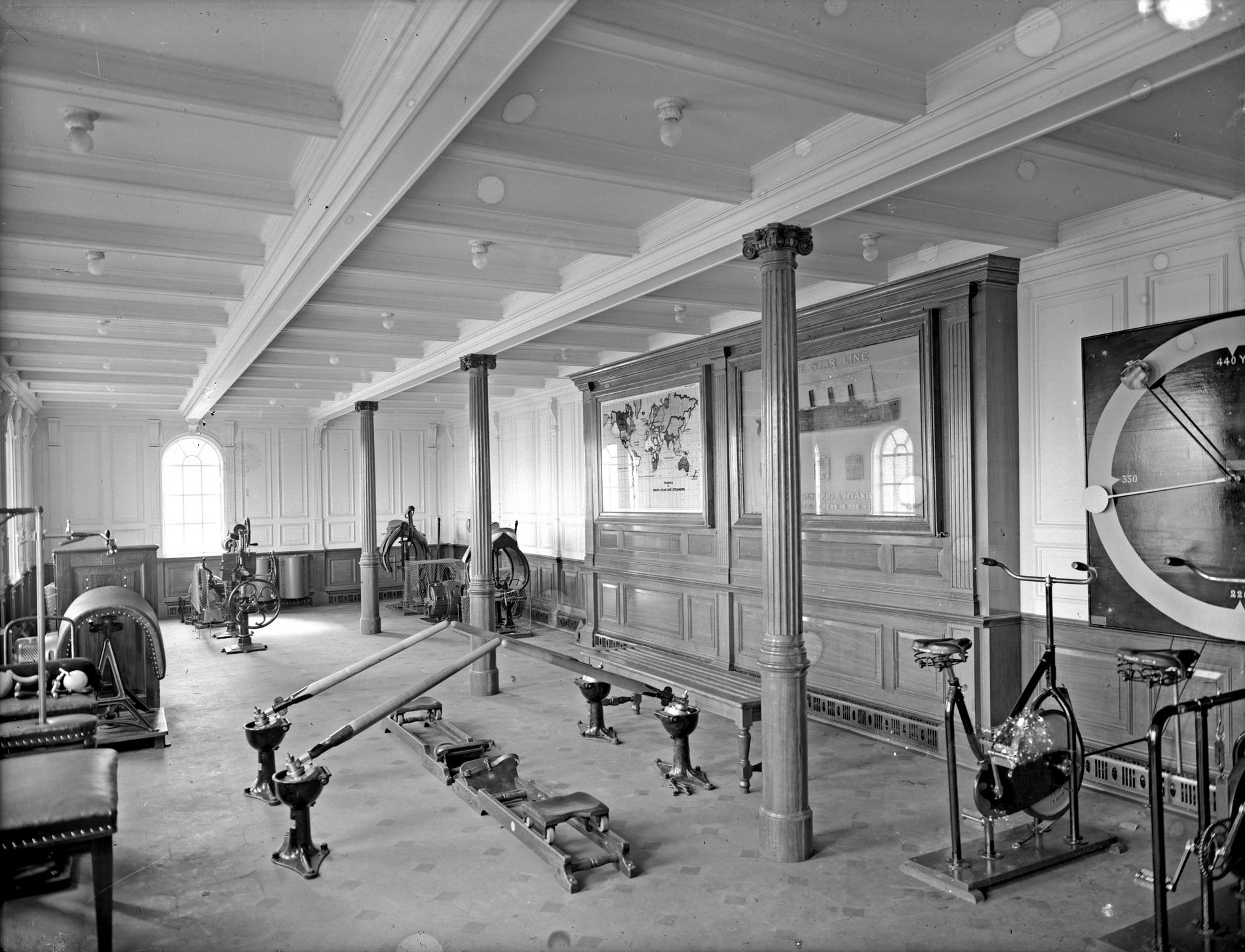
Le gymnase du Titanic.

Si le pont des embarcations est en grande partie consacré à l'équipage, une installation est destinée aux passagers : le gymnase. Cette pièce accessible depuis le pont ou depuis un vestibule du Grand Escalier se trouve à tribord entre les deux premières cheminées. Ouvert pour les hommes et femmes de 10 à 18 h, le gymnase est également accessible aux enfants de 13 à 15 h.
Il dispose d'équipements variés : un punching ball, une machine à ramer, des vélos d'entraînement, un cheval électrique ainsi qu'un chameau électrique, des dispositifs de massage et des appareils de musculation. Ces appareils viennent d'Allemagne et sont considérés comme ce qui se fait de mieux à l'époque dans ce domaine.
La pièce est ornée de nombreuses fenêtres sur sa cloison tribord, les murs et son plafond sont en bois blanc. Trois colonnes en chêne aux chapiteaux de style ionique sont réparties sur la longueur du gymnase, le mur bâbord est orné de deux tableaux lumineux, l'un représentant un planisphère, l'autre des vues en coupe du Titanic et de l’Olympic jumeau. Un professeur de gymnastique, Thomas McCawley, se tient à la disposition des passagers. Un passager a plus tard raconté que l'homme était plutôt sévère avec les passagers adultes mais savait se montrer très doux avec les enfants.

#### Bains turcs et électriques

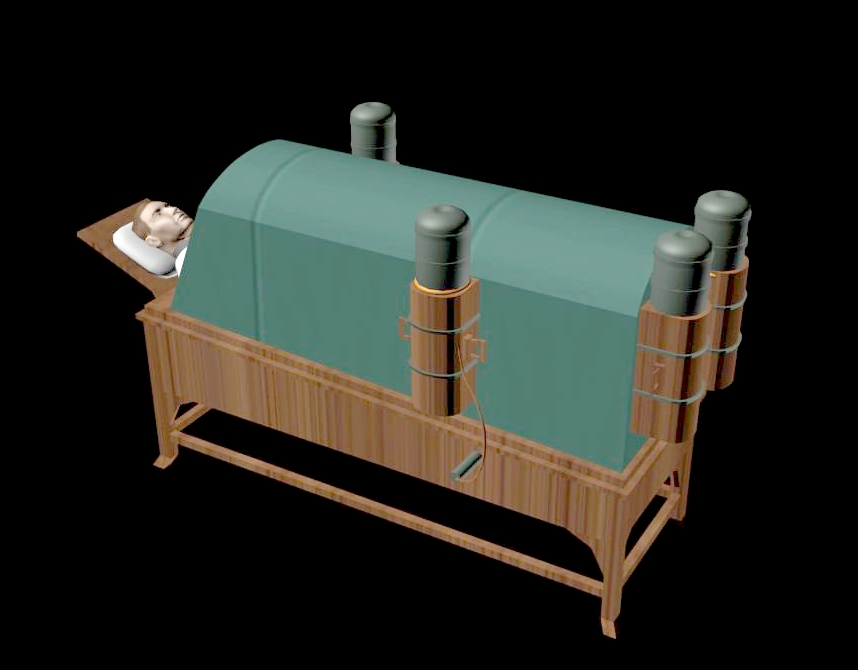
Représentation de bains électriques semblables à ceux utilisés sur le Titanic.

Les bains turcs et électriques se trouvent sur le pont F et sont accessibles aux passagers de première classe par un escalier venant du pont E. Ils comprennent des salles de shampoing, des salles proposant différentes températures (chaude, froide et tempérée) ainsi qu'une salle de massage et une salle de sudation. L'ensemble présente une décoration de style mauresque avec notamment des plafonds à caissons, et les différentes salles sont pourvues de sofas et de tables. Les photographies de la salle froide de l’Olympic montrent des hublots ornés de moucharabiehs pour s'adapter à la décoration de la pièce. La salle froide du Titanic se situe en revanche au cœur du navire, mais est ornée de faux hublots du même type.
Hommes et femmes y ont accès à des heures différentes comme le veut l'usage et sont servis par trois stewards et deux hôtesses. Dans la salle froide, qui est celle dans laquelle les passagers passent le plus de temps, les passagers disposent de tables sur lesquels sont placés cigarettes, livres et du café. L'accès est payant, indépendamment du prix du billet. Les bains de vapeur sont en effet à la mode à cette époque, et les scientifiques débattent sur leurs vertus véritables. La salle froide est même pourvue d'une chaise-balance pour que les passagers puissent évaluer leurs pertes de poids après leur passage dans les bains turcs, bien que de telles pertes soient en réalité minimes.
Les bains électriques sont une installation unique à bord d'un transatlantique, apparus pour la première fois sur l’Olympic. Il s'agit d'un caisson où s'allonge le client dont la tête seule dépasse : des dispositifs électriques de chauffage produisent de la chaleur à l'intérieur du caisson, faisant ainsi transpirer le passager. Leur utilisation requiert la présence d'un steward durant toute la séance. L'appareil semble ne pas avoir été très populaire : le Titanic n'en contient qu'un seul, tandis que l’Olympic en avait reçu deux lors de sa mise en service.

#### Piscine

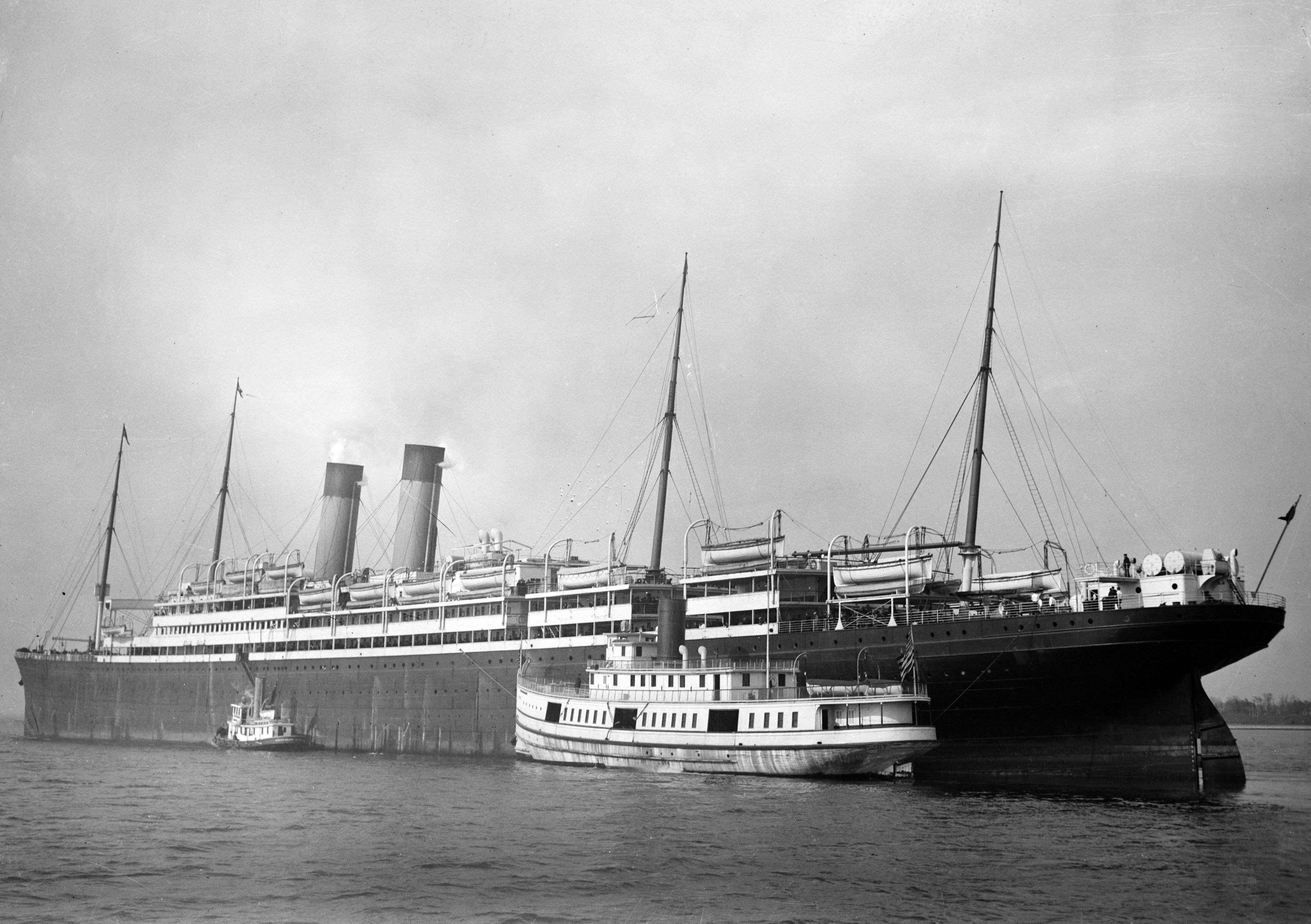
Le Titanic disposait d'une piscine, nouveauté apparue cinq ans plus tôt à bord de lAdriatic, de la même compagnie.

Nouveauté apparue pour la première fois en mer à bord de l’Adriatic en 1907, la piscine se retrouve sur les paquebots de classe Olympic. À bord du Titanic, elle est associée aux bains turcs, se trouve également sur le pont F, et applique les mêmes horaires, hommes et femmes y étant aussi séparés. Elle mesure 10 m sur 4,30 m pour une profondeur de 1,80 m, ce qui en fait la plus grande piscine à bord d'un navire de l'époque, et est pourvue d'un plongeoir.
Elle est remplie d'eau de mer chauffée, et on y entre par un escalier de marbre. Même lorsque la mer est calme, l'eau a tendance à déborder du bassin, et elle est vidée lorsque la mer s'agite, par mesure de précaution. La piscine est accompagnée d'une quinzaine de cabines individuelles pour que les passagers puissent se mettre en tenue de bain.

#### Court de squash
Le court de squash se trouve à l'avant du pont G et est pourvu d'une tribune sur le pont F, protégée par un filet. La présence de court de squash est une première sur les navires de la classe Olympic. On y accède depuis la tribune, et une petite pièce proche est réservée au stockage du matériel.
Un moniteur est chargé de l'installation, l'Anglais Frederick Wright, âgé de 24 ans. Le court est accessible aux passagers de première classe qui achètent un ticket chez le commissaire de bord, le service du moniteur étant compris dans le prix. Le succès rencontré par le court de l’Olympic avait conduit à réduire la durée des séances, et à bord du Titanic, il est interdit pour un passager d'utiliser le court plus d'une heure si d'autres passagers attendent leur tour.

#### Salon de coiffure
Les hommes de première classe ont accès sur le pont C à un salon de coiffure où ils peuvent se faire raser et coiffer. Il est équipé de deux fauteuils de barbier et de deux bassins de rinçage, ainsi que d'une section destinée aux clients en attente. Le barbier, August Weikman, avait été précédemment au service de John Pierpont Morgan, propriétaire du Titanic.
Ce salon est également une véritable boutique disposant de souvenirs en tous genres (jouets, cartes postales, etc.) de livres, bijoux et même aliments. C'est dans cette boutique que sont vendus la quasi-totalité des souvenirs disponibles à bord. Les stocks ne sont pas fixes et varient selon les modes.
Ce salon est accessible par le Grand Escalier arrière du navire.

### Cafés et restaurants

#### Restaurant à la carte

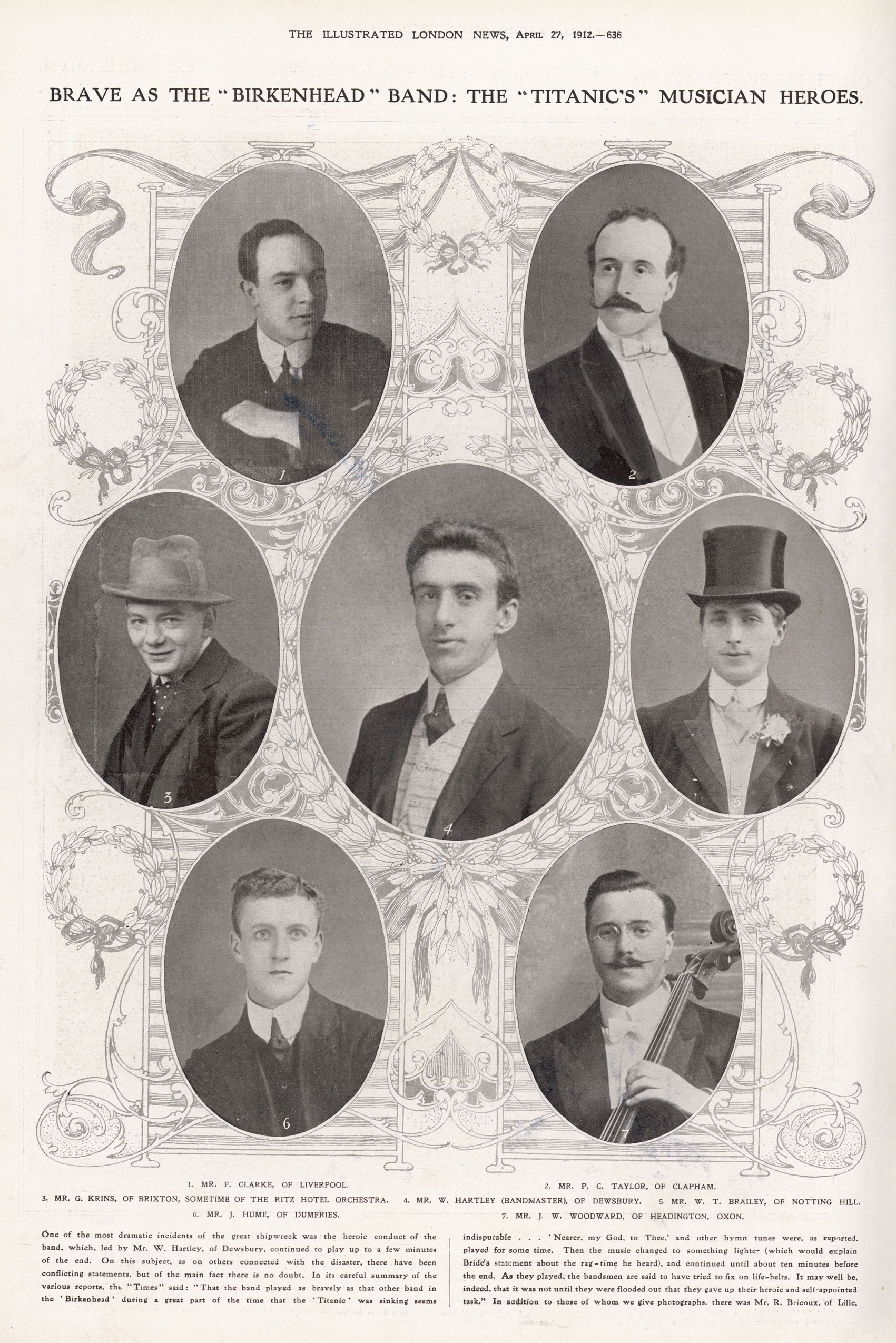
L'orchestre du Titanic se produisait dans la salle de réception du Restaurant à la carte.

Tenu par Luigi Gatti, le Restaurant à la carte est un restaurant accessible aux passagers de première classe. De somptueux repas y sont servis aux passagers qui délaissent la salle à manger principale. À la différence de celle-ci, le Restaurant leur permet de prendre leur repas quand ils le souhaitent entre 8 et 23 h, et ne propose pas de menu fixe. Par ailleurs, celui-ci est géré par Gatti qui en a la concession par la White Star Line, et son personnel ne fait pas officiellement partie de l'équipage.
Le Restaurant est décoré dans le style Louis XVI et est éclairé par de larges baies vitrées. Le sol est décoré de tapis d'Axminster et de petites tables de deux à huit places. Celles-ci sont pourvues de porcelaines et de chandeliers en cristal. Le Restaurant à la carte est donc plus propice à l'intimité. En effet, la moitié de ses tables est destinée à deux personnes là où la salle à manger principale propose un nombre très réduit de tables de ce type.
Les passagers ont l'habitude de l'appeler le Ritz. Mme Walter Douglas, passagère de première classe ayant survécu au naufrage a fait le témoignage suivant concernant le Restaurant à la carte :

« C'était le summum du luxe. Les tables étaient joyeusement décorées de roses et de marguerites, [...] les violons de l'orchestre jouaient Puccini et Tchaïkovski. Le dîner fut somptueux : caviar, homards, cailles d'Égypte, œufs de vanneau, raisin de serre et pêches fraîches. »

Le soir du naufrage, les Widener, un couple fortuné de Philadelphie, y organisent un repas en l'honneur du commandant Smith.
Le Restaurant dispose de sa propre salle de réception dans le Grand escalier arrière, au pont B. Pourvue de fauteuils et de canapés drapés de soie couleur carmin, elle est décorée dans le style géorgien. Un emplacement peut y accueillir l'orchestre. Cette salle permet aux groupes de passagers de se retrouver avant de passer à table, et leur donne également la possibilité de se réunir après le repas.

#### Salle à manger

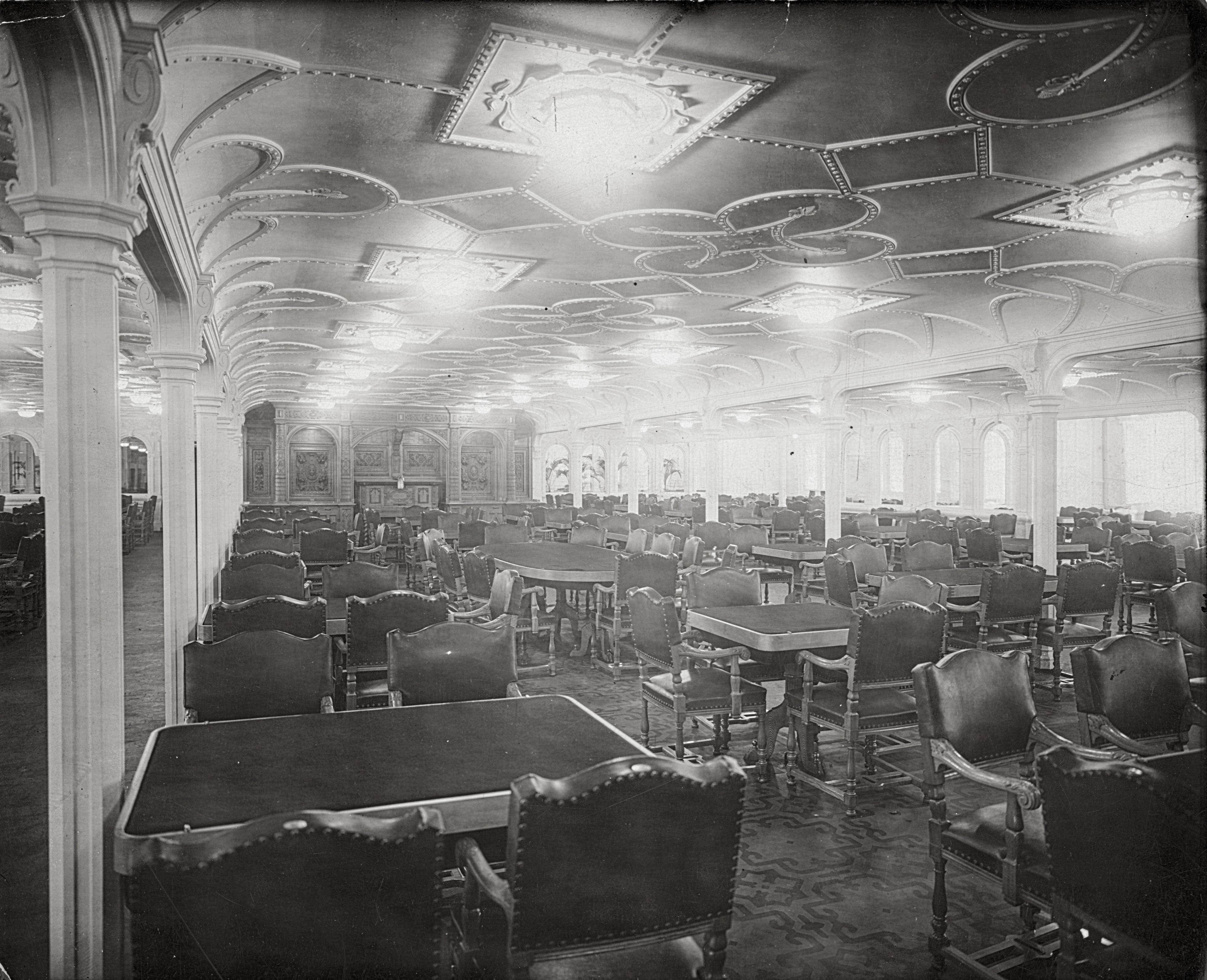
La salle à manger de lOlympic. On aperçoit au fond le piano destiné à l'office religieux.

Sur le pont D, les passagers de première classe disposent d'une grande salle à manger de près de 1 000 m2 comportant 554 places. Les tables, au nombre de 115, peuvent accueillir de deux à douze personnes. Les enfants n'y sont admis que s'il y a de la place pour eux.
La salle est tapissée de carreaux de linoléum bleu profond sur lesquels se détache un motif élaboré rouge et jaune éclatants, et décorée de boiseries blanches. Ses hublots sont masqués par des vitraux, de façon à recréer l'intérieur d'une maison plus que d'un navire. La nuit, elles sont éclairées par derrière pour illuminer la pièce, qui dispose également de nombreuses lampes. La chaleur qu'elles dégagent est telle que des ventilateurs électriques sont répartis dans la pièce pour le confort des passagers. Les menus, très copieux, sont préparés dans une cuisine adjacente, qui sert également à préparer les repas des passagers de deuxième classe.
La salle à manger est accessible de 13 h à 14 h 30 et de 18 h à 19 h 30. Les passagers sont appelés pour le dîner par le steward de clairon (en l'occurrence Peter W. Fletcher) qui joue The Roast Beef of Old England. Le dimanche, cette salle est également consacrée à l'office religieux anglican pour les passagers de première classe. Celui-ci est donné par le commandant ou, le cas échéant, par un pasteur voyageant en première classe. Le quintette du navire accompagne la cérémonie et dispose d'un piano. En revanche, contrairement à ce qui est souvent représenté dans les films, l'orchestre ne joue pas durant les repas.

#### Café véranda
Le Café véranda (ou Palm Court), situé sur le pont A, est composé de deux pièces séparées par l'escalier de deuxième classe. Il est garni de plantes et de palmiers, et est équipé de tables et chaises en rotin ainsi que de canapés. De grandes fenêtres et des portes coulissantes donnent sur le pont promenade, contribuant à créer une impression de café en extérieur.
On y sert aux passagers des rafraîchissements de toutes sortes. La pièce est lumineuse et pourvue d'un sol à damier. La partie bâbord, accessible depuis le fumoir, est autorisée aux fumeurs, ce qui n'est pas le cas de la partie tribord. À bord de l'Olympic, il est rapidement observé que la partie bâbord est la plus fréquentée. La pièce tribord devient rapidement la salle de jeu non officielle des enfants de première classe: en effet, aucune salle ne leur est destinée à bord.
Seule une photographie de ce café existe pour le Titanic, les autres représentant le café de l’Olympic qui ne présente pas de différence majeure.

#### Café Parisien
Pour les articles homonymes, voir Café Parisien.

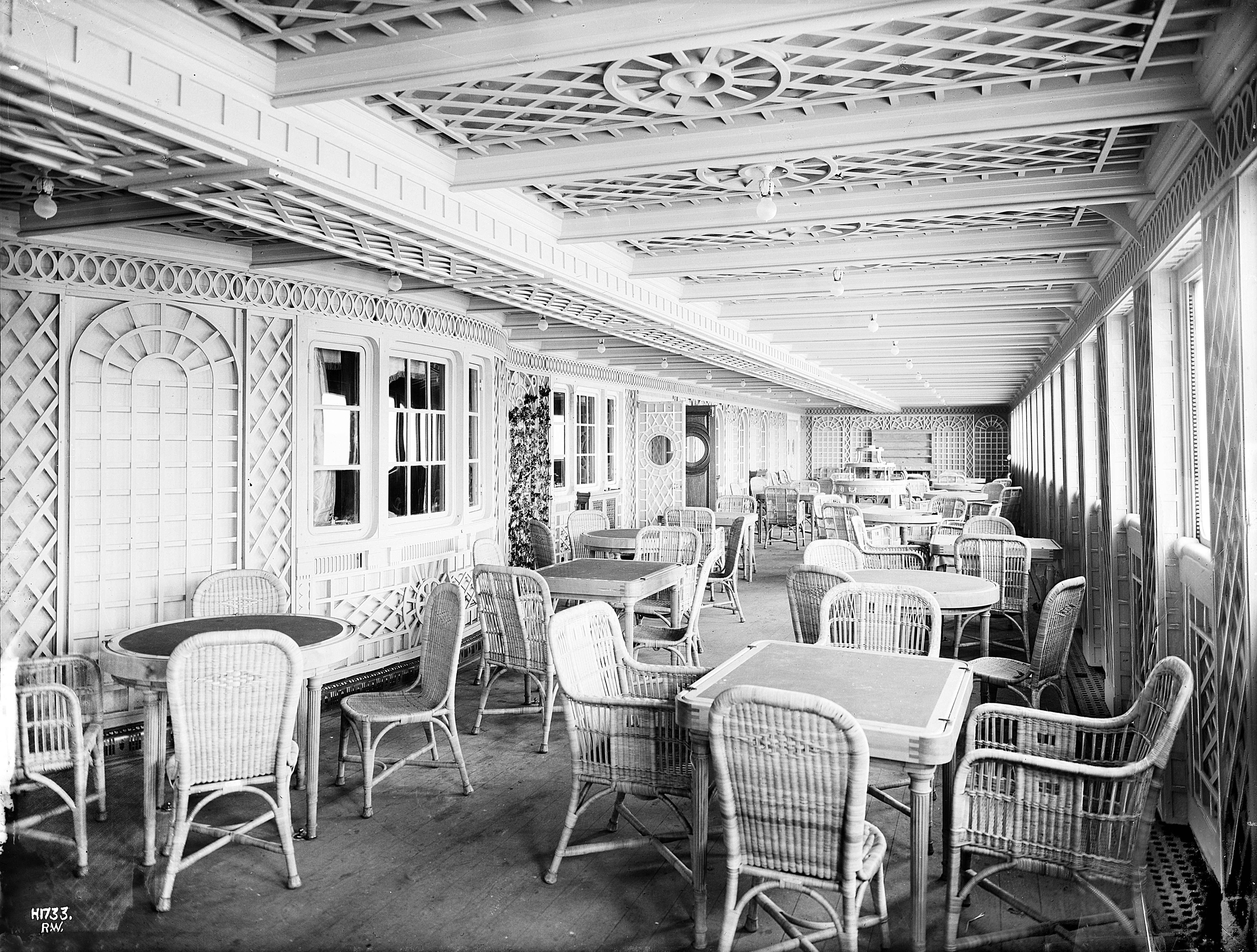
Le Café Parisien du Titanic avant la fin de la construction. Des plantes grimpantes furent par la suite ajoutées sur les treillages.

Nouveauté du Titanic, conçue pour remplacer une partie d'un pont promenade qui avait connu peu de succès sur l’Olympic, le Café Parisien se trouve sur le pont B, à tribord, près du Restaurant à la carte avec lequel il communique.
Il est décoré d'un treillage de lierre et d'autres plantes grimpantes et équipé de petits ensembles de tables et de chaises pouvant accueillir un total de 68 personnes. Son équipe de serveurs étant commune avec celle du Restaurant, les passagers peuvent y déguster leurs repas. Le Café Parisien est ouvert de 8 à 23 heures. Il devient vite le lieu de prédilection des jeunes passagers de première classe.
Le magazine britannique The Shipbuilder écrit en 1912 que :

« Le Café Parisien, installation inédite sur un navire, a été créé en association avec le restaurant, et des déjeuners et dîners peuvent y être servis dans les mêmes excellentes conditions et avec les mêmes avantages qu'au restaurant... On peut y voir que le café a l'apparence d'une charmante véranda ensoleillée, décorée avec goût de treillis français de lierre et d'autres plantes grimpantes, et est pourvu de petits groupes de chaises entourant des tables très pratiques. »

### Lieux de réunion

#### Fumoir

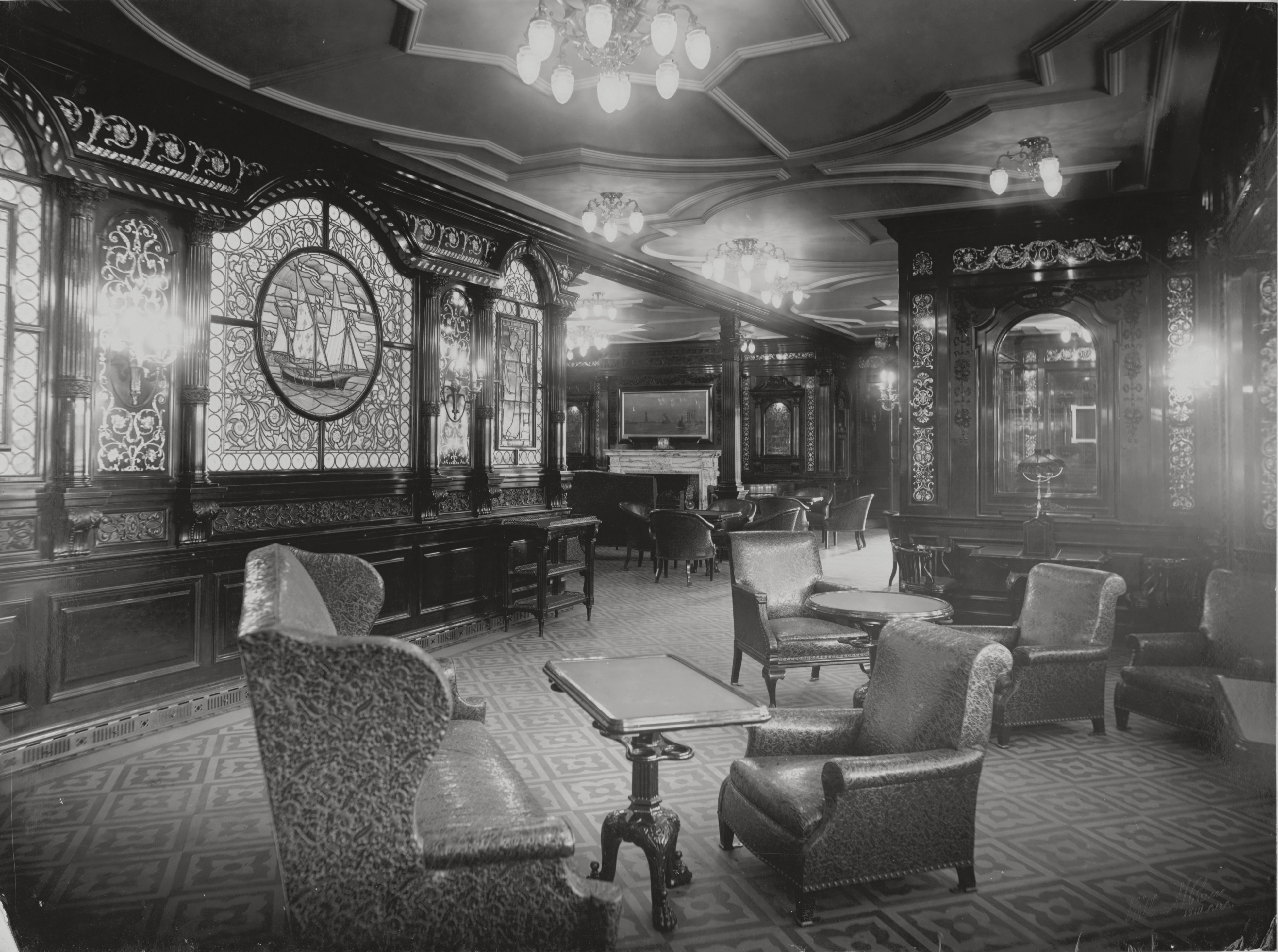
Le fumoir de première classe de lOlympic.

Les passagers de première classe bénéficient d'un fumoir de type géorgien à l'arrière du pont A. Selon les convenances de l'époque, seuls les hommes y ont accès. Afin de reproduire l'ambiance des clubs masculins du continent, il est décoré de boiseries en acajou sombre incrustées de nacre, et est orné de nombreux vitraux et d'alcôves. Le sol est garni de carreaux de linoléum bleus et rouges. Au centre du mur le plus à l'arrière se trouve une cheminée surmontée d'un tableau de Norman Wilkinson représentant L'Approche du port de Plymouth. Cette cheminée est la seule à bord dans laquelle soit entretenu un véritable feu, les autres fonctionnant à l'électricité. Le mobilier est tapissé de cuir, dont la couleur est indéterminée (probablement vert ou bordeaux).
On accède à la pièce par le Grand Escalier arrière, et à droite de la cheminée se trouve une porte tournante menant au Café véranda. À cause de la quatrième cheminée, la pièce arbore une forme en U, l'évacuation de la vapeur se faisant entre les deux branches. Cette zone accueille également des toilettes.
Le fumoir est le lieu de prédilection des joueurs qui arpentent l'Atlantique. Des tricheurs professionnels voyagent également à bord sous pseudonyme, et le commissaire de bord ne peut que mettre en garde les passagers contre ce fléau : en effet, les passagers jouent à leurs risques et périls. Au moins quatre joueurs professionnels voyagent à bord du Titanic. Cigares et boissons sont à disposition des passagers qui en font la demande aux stewards responsables du bar adjacent.

#### Salon

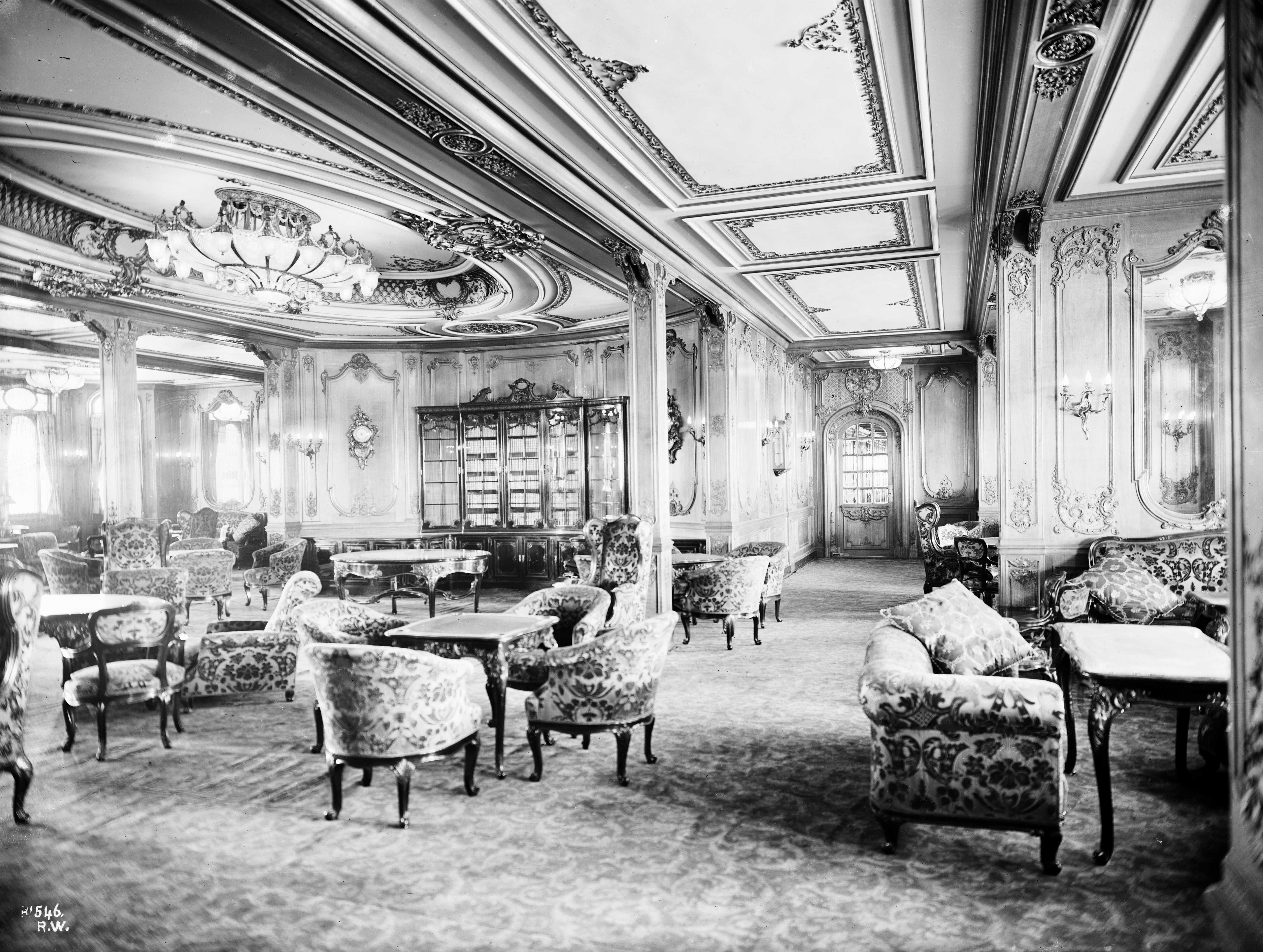
Le salon de première classe de lOlympic.

De style Louis XV, le salon de première classe occupe le centre du pont A, entre les deux escaliers de première classe. Il est notamment pourvu d'une cheminée en marbre et d'une bibliothèque et est décoré de répliques d'éléments du château de Versailles. La cheminée est surmontée d'une statue baptisée L'Artémis de Versailles. La pièce affiche des teintes à dominantes de vert et d'or. Le centre de la salle est surmonté d'une coupole. Reliée à un ventilateur du pont, elle est conçue pour aérer la pièce, et dispose en son centre d'un grand lustre ovale. Une dizaine de cloisons créent des recoins donnant aux passagers qui s'y trouvent un peu d'intimité. On y accède par deux corridors ou par deux vestiaires donnant sur le pont promenade. Comme la plupart des cheminées du navire, celle du salon fonctionne à l'électricité par mesure de sécurité.
Comme une grande partie des installations du navire, le salon est ouvert de 8 h à 23 h 30. Il accueille hommes et femmes, et un office proche permet aux passagers de demander des boissons. Des livres peuvent également être demandés à un steward : outre la collection habituelle du navire, des livres à succès sont régulièrement fournis par un club lié au Times.
Les plans originaux du navire font état d'une chambre noire à l'emplacement du vestiaire tribord menant au salon. Les plans plus récents, notamment ceux distribués aux passagers de première classe, ne sont pas pourvus d'une telle installation, et l'idée a de fait été abandonnée. Les passagers qui le souhaitent peuvent cependant équiper leur cabine du matériel nécessaire au développement de leurs clichés.

#### Salon de lecture et de correspondance

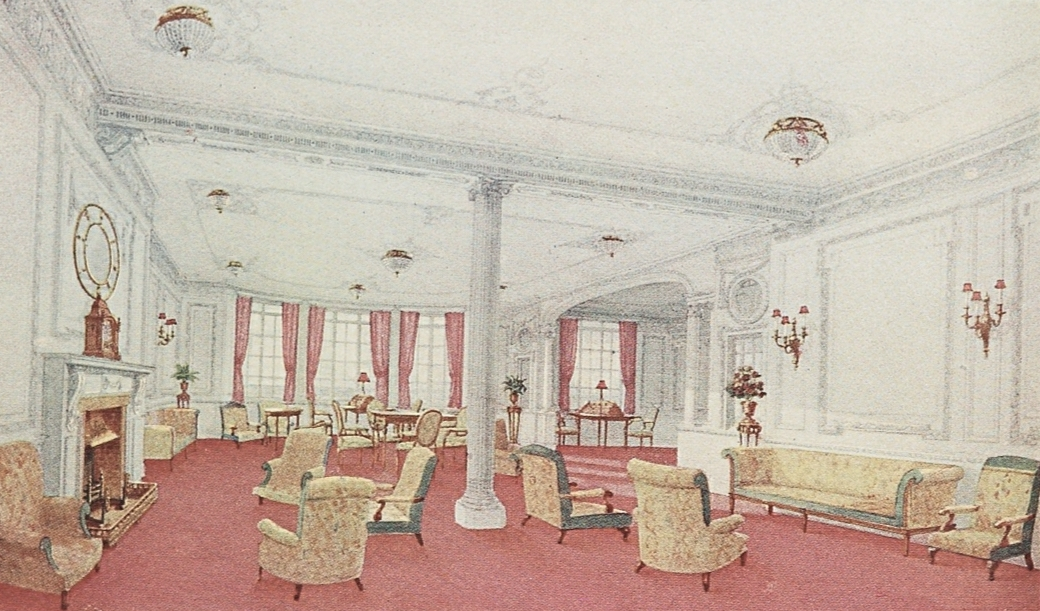
Illustration du salon de lecture et de correspondance de lOlympic et du Titanic.

Le salon de lecture et de correspondance est en quelque sorte le pendant féminin du fumoir. Il n'est pas réservé exclusivement aux femmes, mais a été conçu dans l'optique de leur servir de boudoir, et peu d'hommes le fréquentent. Il se trouve sur le pont A, à bâbord en avant du salon.
Il s'agit d'une somptueuse pièce de style géorgien, avec des baies vitrées de 3,30 mètres de haut,. Le salon est équipé de tables et canapés, ainsi que de quatre tables d'écriture pourvues de lampes. La pièce est par ailleurs éclairée par de nombreuses lampes au mur et au plafond, à tel point qu'un journaliste a critiqué l'éclairage du salon de lecture de l'Olympic qu'il juge éblouissant.
Les passagers peuvent écrire leur courrier sur du papier à lettres aux en-têtes de la compagnie ou des cartes postales à l'effigie du Titanic achetées chez le coiffeur. Ils peuvent ensuite déposer le courrier dans une boîte prévue à cet effet, près de l'entrée du salon. Cependant, ce salon de lecture se montre peu fréquenté. Thomas Andrews, concepteur du navire, envisage de le réduire, ce qui est prévu à bord du troisième navire de la série, encore en construction. Des cabines doivent occuper l'espace ainsi libéré.

#### Salle de réception

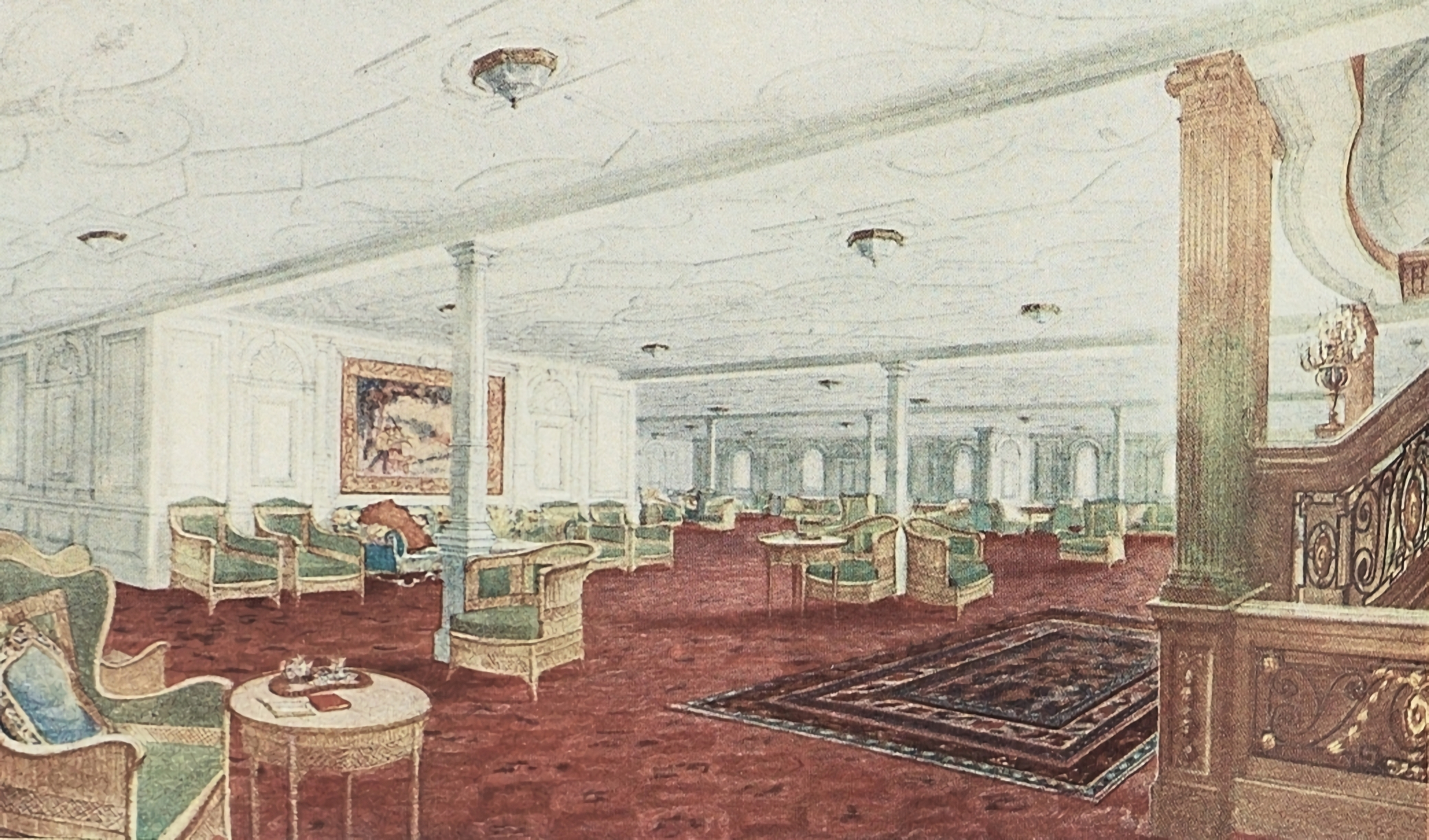
La salle de réception des premières classes.

La salle à manger des premières classes du Titanic est associée à une grande salle de réception de 460 m2. Celle-ci se trouve au pied du Grand Escalier sur le pont D. Le pied de la rampe centrale est orné d'un candélabre. La salle est également proche de deux halls (un de chaque côté du navire) destinés à accueillir une partie des passagers de première classe lors de leur embarquement. Elle est de style jacobéen et ses murs sont blancs et décorés de moulures ; son sol est recouvert d'une épaisse moquette colorée. En face de l'arrivée de l'escalier se trouve une imposante tapisserie d'Aubusson : La Chasse du duc de Guise. Autour de la tapisserie, le mur est orné de lettres indiquant le nom du pont.
La salle est équipée de nombreux sièges en rotin et de tables, et peut accueillir 600 personnes. En effet, il a été constaté durant le voyage inaugural de l'Olympic, dont la salle de réception est légèrement plus petite, que la pièce était rapidement bondée après le dîner. À tribord, un espace est réservé au quintette, et contient un piano à queue Steinway.
La pièce accueille généralement les passagers avant et après les repas. L'orchestre y joue de 16 à 17 h, tandis que l'on y sert le thé, puis après le dîner, de 20 h à 21 h 15. Des stewards y fournissent liqueurs et cigares jusqu'à 23 h, heure de fermeture de la salle. Généralement, la salle est très fréquentée durant les prestations de l'orchestre, puis les passagers rejoignent les autres salons du navire.

### Autres installations

#### Ponts promenade

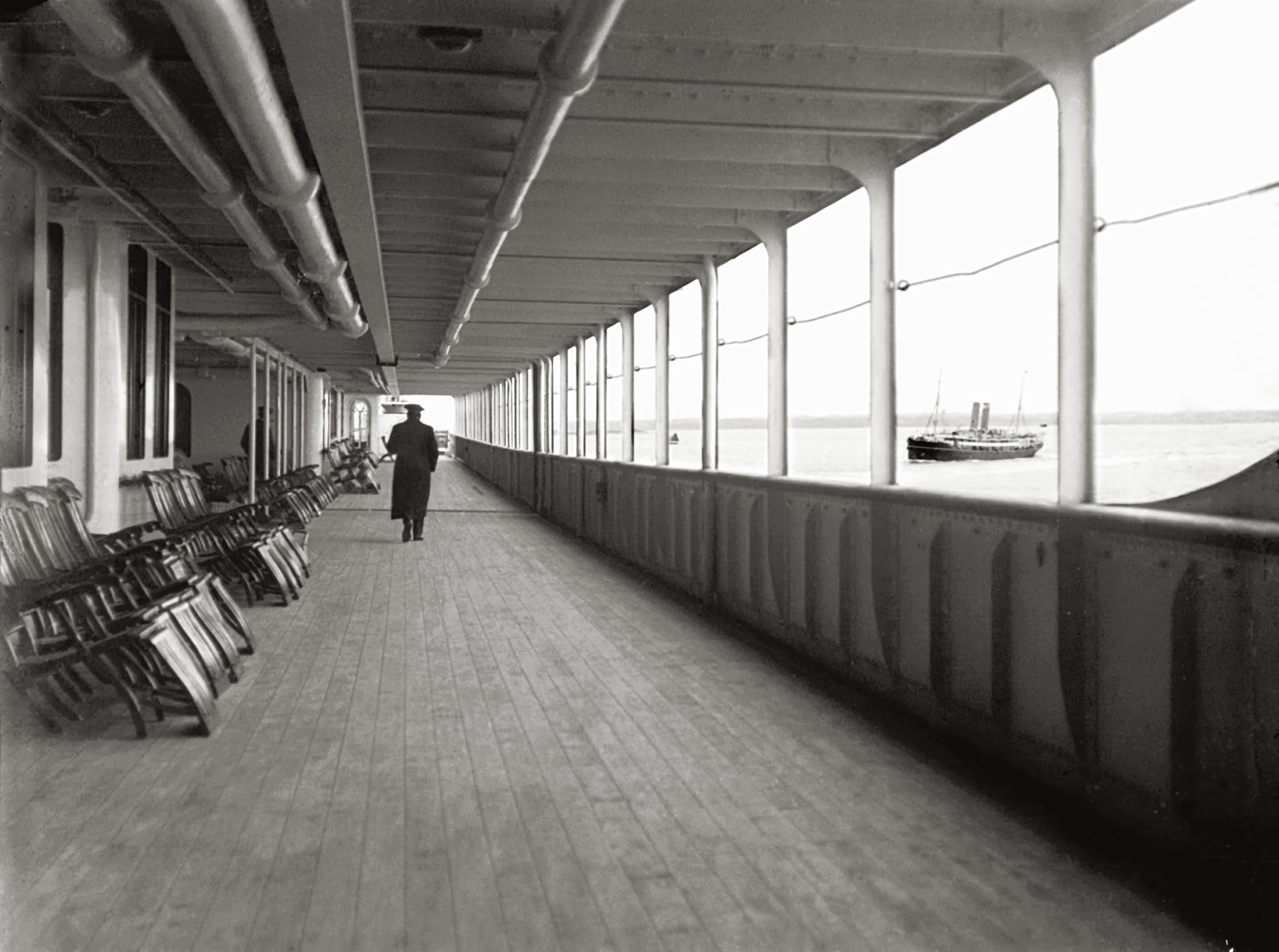
Le pont promenade à bord du Titanic.

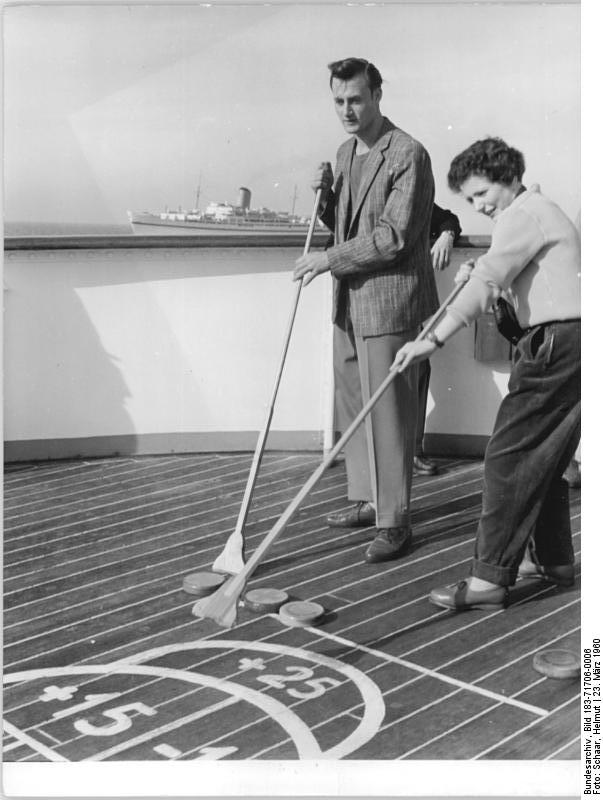
Sur le pont supérieur, les passagers pouvaient jouer au Shuffleboard (ici sur un paquebot allemand dans les années 1960).

Les passagers de première classe peuvent faire le tour du navire sur un pont promenade couvert. Contrairement à celui de son jumeau l’Olympic, le pont promenade du Titanic est pourvu sur toute sa partie avant de vitres destinées à protéger les passagers des intempéries. En effet, l’Olympic possède deux ponts promenade, un au pont A et le second, vitré, au pont B, qui est supprimé sur le Titanic. L'arrière de ce pont sert de base au mât arrière du navire. Des escaliers à l'avant du pont, situés de part et d'autre du navire, permettent d'accéder aux ponts supérieur et inférieur. Les parties couvertes et découvertes sont séparées par des cloisons pourvues d'une fenêtre et de portes assez sobres et résistantes de façon à isoler la partie couverte pour y garder la chaleur.
Une toile peut être abaissée devant les ouvertures pour protéger les passagers du soleil, comme en témoignent des photographies prises par Francis Browne lors de l'escale de Queenstown. Sur ce pont, les passagers peuvent louer une chaise longue. Ces chaises sont numérotées (pair à tribord et impair à bâbord) et ont des emplacements spécifiques qui peuvent être réservés. Pour ne pas choquer les passagers superstitieux, aucune chaise ne porte le numéro 13.
Le pont des embarcations est également consacré, en sa partie centrale (où la vue est dégagée, du fait de l'absence de canots de sauvetage), aux passagers de première classe. Ceux-ci peuvent notamment y jouer à des jeux de pont, notamment le shuffleboard qui se pratique sur le pont-soleil (formé par la partie surélevée du salon de première classe et du salon de lecture et de correspondance sur le pont A). Cependant, le pont supérieur de l'Olympic se révèle avoir été peu fréquenté (et il en est probablement de même pour celui du Titanic), dans la mesure où les chaises longues y étaient interdites sur la promenade de première classe pour ne pas gêner les marcheurs.
Sur le pont des embarcations, chaque extrémité de la promenade des premières classes est fermée par une barrière délimitant, à l'arrière, la promenade des mécaniciens, et à l'avant, celle des officiers. Le commandant peut cependant fournir à certains passagers qui le demandent l'autorisation de visiter la passerelle accompagnés par un officier.

#### Bureau des renseignements et commissaire de bord
Dans le Grand Escalier, sur le pont C, les passagers de première classe ont accès à un bureau de renseignements adjacent à celui du commissaire de bord. Le bureau des renseignements se présente sous forme d'une arche surmontant un guichet. Des rambardes délimitent les files d'attente, et des présentoirs à brochures sont disposés à proximité. Le bureau du commissaire renferme pour sa part le coffre-fort du navire.
À bord d'un paquebot comme le Titanic, le commissaire de bord, en l'occurrence Hugh McEroy, fait en effet office de directeur d'hôtel et a la charge de subvenir aux besoins des passagers. C'est par son biais que se font entre autres les achats de tickets pour les bains turcs, la piscine et le court de squash. Il est également chargé de remettre aux passagers les messages reçus par télégraphie sans fil et d'envoyer aux opérateurs les messages à destination de la terre ferme.
Le commissaire conserve dans le coffre-fort de son bureau les effets de valeur des passagers qui le souhaitent afin d'assurer leur sécurité. Le coffre contient ainsi de nombreux bijoux. Charlotte Drake Cardeza, milliardaire de Philadelphie déclare ainsi avoir perdu des bijoux pour une valeur supérieure à 100 000 $ dans le naufrage.

### Escaliers

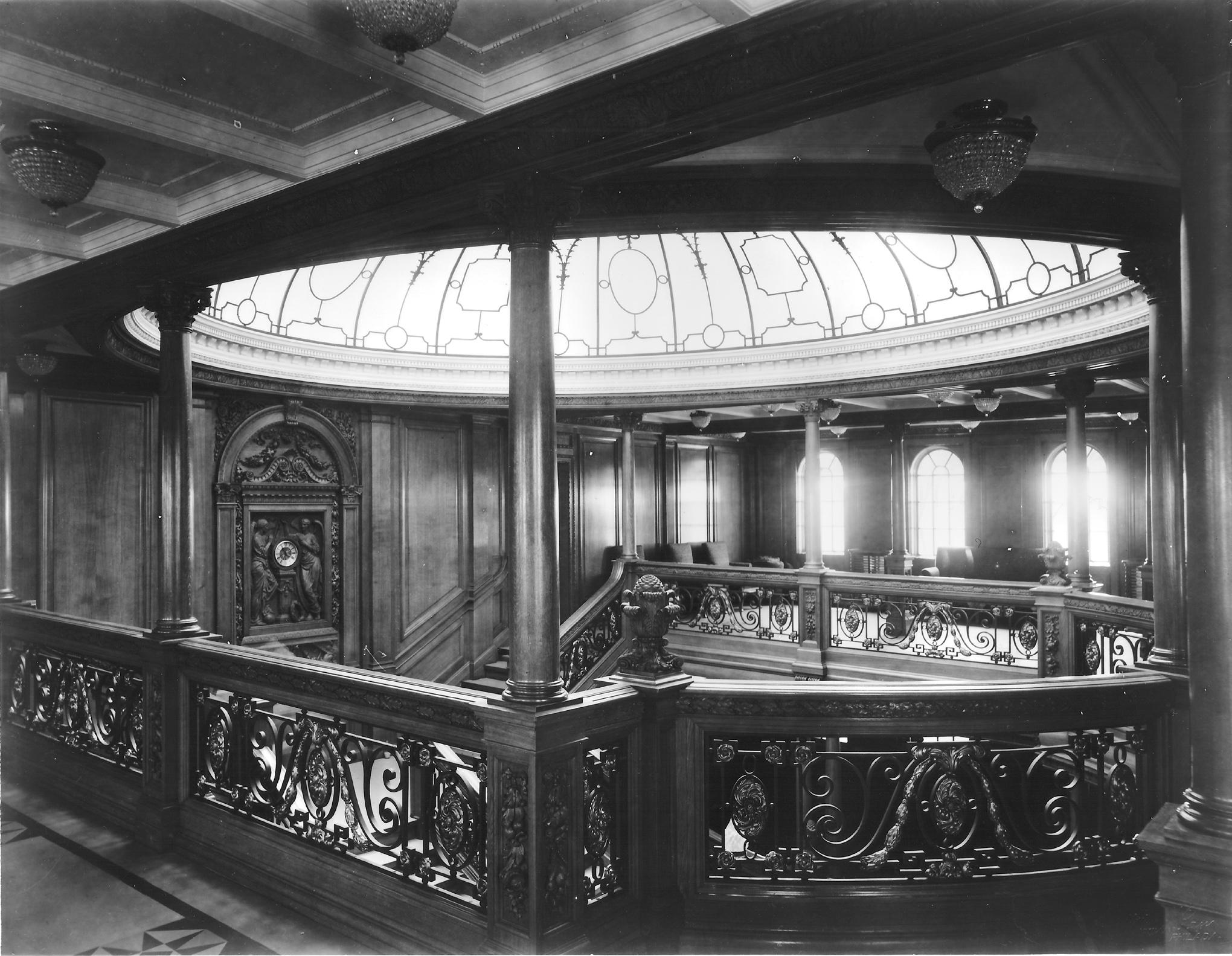
Le Grand Escalier au niveau du pont des embarcations.

Le Grand Escalier du Titanic est un somptueux escalier à double volée allant du pont principal au pont E. C'est par cet escalier, équipé de trois ascenseurs, que les passagers de première classe descendent dîner sur le pont D où la cage d'escalier devient la salle de réception. La descente est surmontée d'une coupole en verre, et le palier entre le pont A et le pont des embarcations est orné d'une horloge entourée d'une sculpture, L'Honneur et la Gloire couronnant le Temps.
Sur chaque pont, le pied de la balustrade centrale de l'escalier est orné d'un chérubin tenant une torche. En face se trouve une horloge plus simple, et des fauteuils sont disposés le long du mur. Chaque palier donne accès aux coursives menant aux cabines de première classe. Au niveau du pont des embarcations, le Grand Escalier est pourvu d'un piano et peut accueillir le quintette du navire. L'escalier est à double volée sur toute sa hauteur, à l'exception du pont E, où il est simple. Un escalier en part ensuite pour rejoindre les Bains turcs, mais celui-ci n'arbore pas le style architectural du Grand Escalier.
Une réplique moins somptueuse de cet escalier se trouve entre les deux cheminées arrières du navire, reliant le pont A au pont C. Ce Grand Escalier arrière dessert le fumoir, le Restaurant à la carte et le salon de coiffure.

## Logement

### Cabines
Les cabines de première classe s'étendent du pont des embarcations au pont E. Celles du pont des embarcations sont une nouveauté apparue à bord du Titanic et sont situées entre le Grand Escalier et les quartiers des officiers. Elles sont nommées T, U, W, X, Y et Z. Les cabines des autres ponts sont nommées par la lettre désignant le pont suivie d'un numéro. Celles-ci peuvent accueillir entre une et trois personnes et si nécessaire être regroupées pour former des appartements, proposant par exemple une chambre et un salon. On compte en tout 370 cabines et 4 salons. Sur le pont E, 46 cabines peuvent être utilisées alternativement pour les passagers de première ou de deuxième classe selon les besoins.
Les cabines sont placées aux endroits du paquebot où les vibrations se font le moins sentir, c'est-à-dire au centre du navire. Toutes les cabines bénéficient d'un confort supérieur à celui des navires de l'époque, avec garde-robe, canapés et climatisation. Certaines cabines sont également pourvues de liaisons téléphoniques avec les offices.
Les cabines les plus luxueuses sont situées sur le pont B et le pont C. Trente-quatre d'entre elles sont décorées dans des styles spécifiques allant de la Renaissance italienne à l'Empire. Il existe à bord du Titanic 19 variations différentes (15 pour les chambres à coucher, chacune utilisée deux fois et 4 pour les salons) appartenant à 11 styles distincts (voir le tableau ci-dessous).
| Style                 | Description                                                                      | Cabine   |
| --------------------- | -------------------------------------------------------------------------------- | -------- |
| Salon                 |                                                                                  |          |
| Régence               | Lambris d'acajou rehaussés de dorures et sculptures                              | C55      |
| Adam                  | Lambris blancs avec portes en acajou                                             | B51      |
| Louis XVI             | Lambris en noyer et sycomore                                                     | B52      |
| Louis XIV             | Lambris en chêne sculpté                                                         | C62      |
| Chambre à coucher     |                                                                                  |          |
| Adam                  | Lambris et portes blancs                                                         | C64, C90 |
| Louis XVI             | Lambris en chêne                                                                 | B81, C88 |
| Louis XVI             | Lambris blancs rehaussés de dorures et couverts de soie damassée, lits en cuivre | B58, C63 |
| Louis XIV             | Lambris en chêne sculptés (plus simple que le salon)                             | B70, C75 |
| Louis XV              | Lambris de chêne sculptés peint en gris                                          | B82, C79 |
| Géorgien              | Lambris et fournitures en noyer (style géorgien ancien)                          | C81, C86 |
| Géorgien              | Lambris blancs moulés (style géorgien tardif)                                    | B69, C77 |
| Empire                | Lambris blancs rehaussés de dorures, lits en cuivre                              | B54, C83 |
| Empire                | Lambris blancs rehaussés de dorures, lits en acajou                              | C57, C84 |
| Empire                | Lambris blancs couverts de soie damassée, lit à baldaquin                        | B64, C67 |
| Hollandais moderne    | Lambris en chêne, lits en cuivre                                                 | B57, C70 |
| Hollandais moderne    | Lambris en sycomore, lits en sycomore                                            | B63, C74 |
| Hollandais ancien     | Lambris en chêne foncé, lit à baldaquin                                          | B59, C72 |
| Queen Anne            | Lambris en acajou et en soie damassée                                            | B60, C65 |
| Renaissance italienne | Lambris et fournitures en citronnier                                             | B53, C82 |

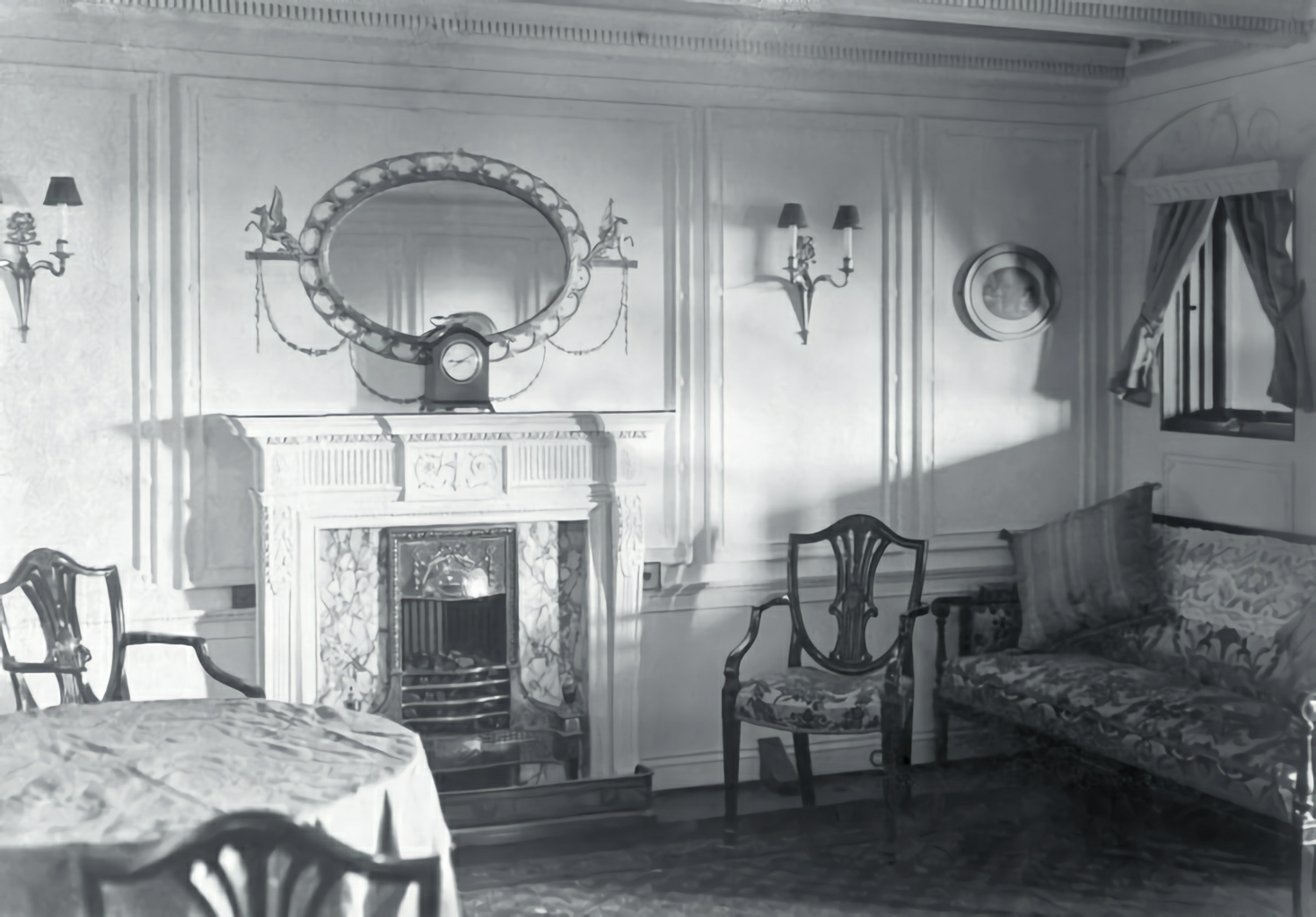
Le salon de la « suite des millionnaires B-51 », décoré dans le style Adam.

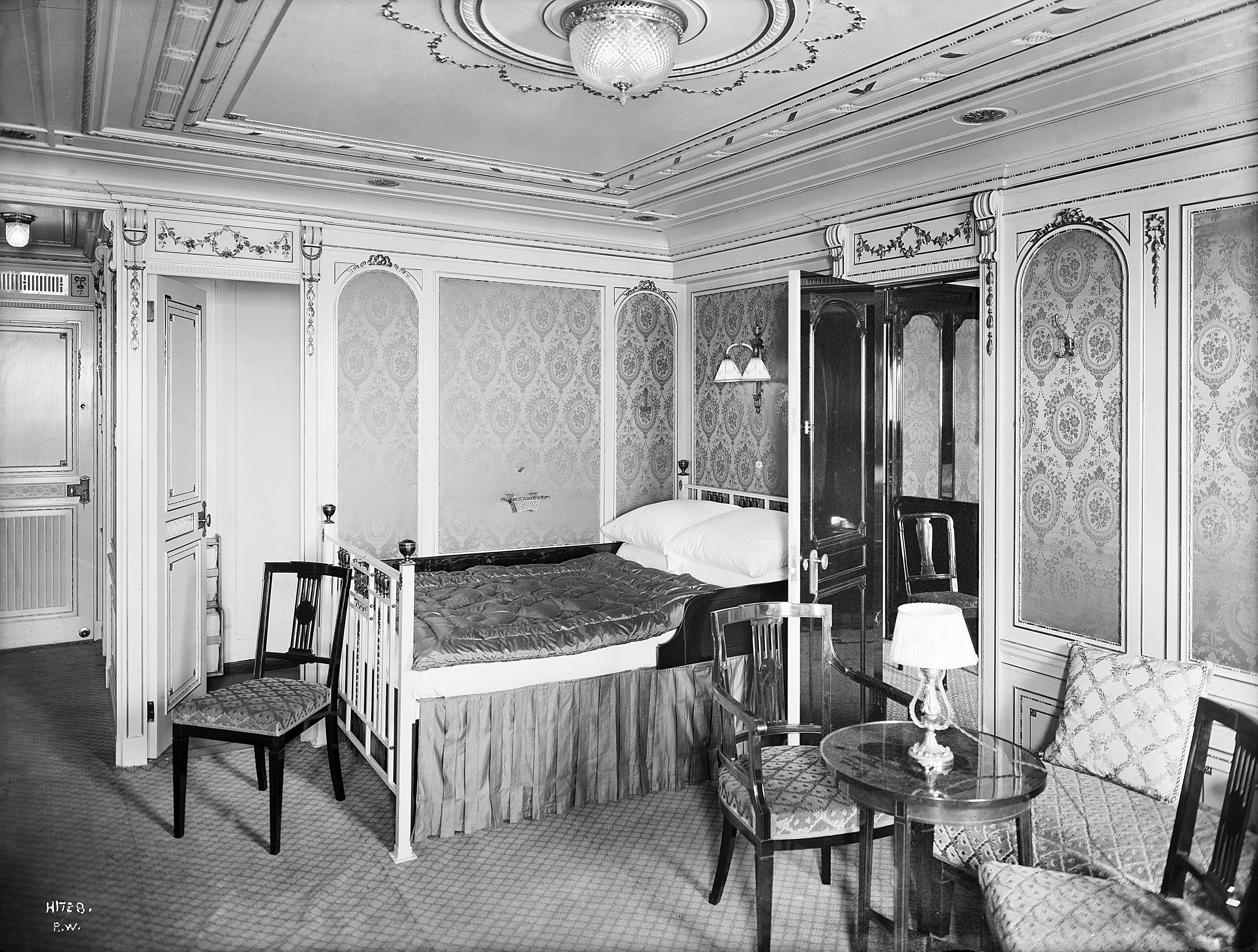
La cabine B-58, décorée dans le style Louis XVI.

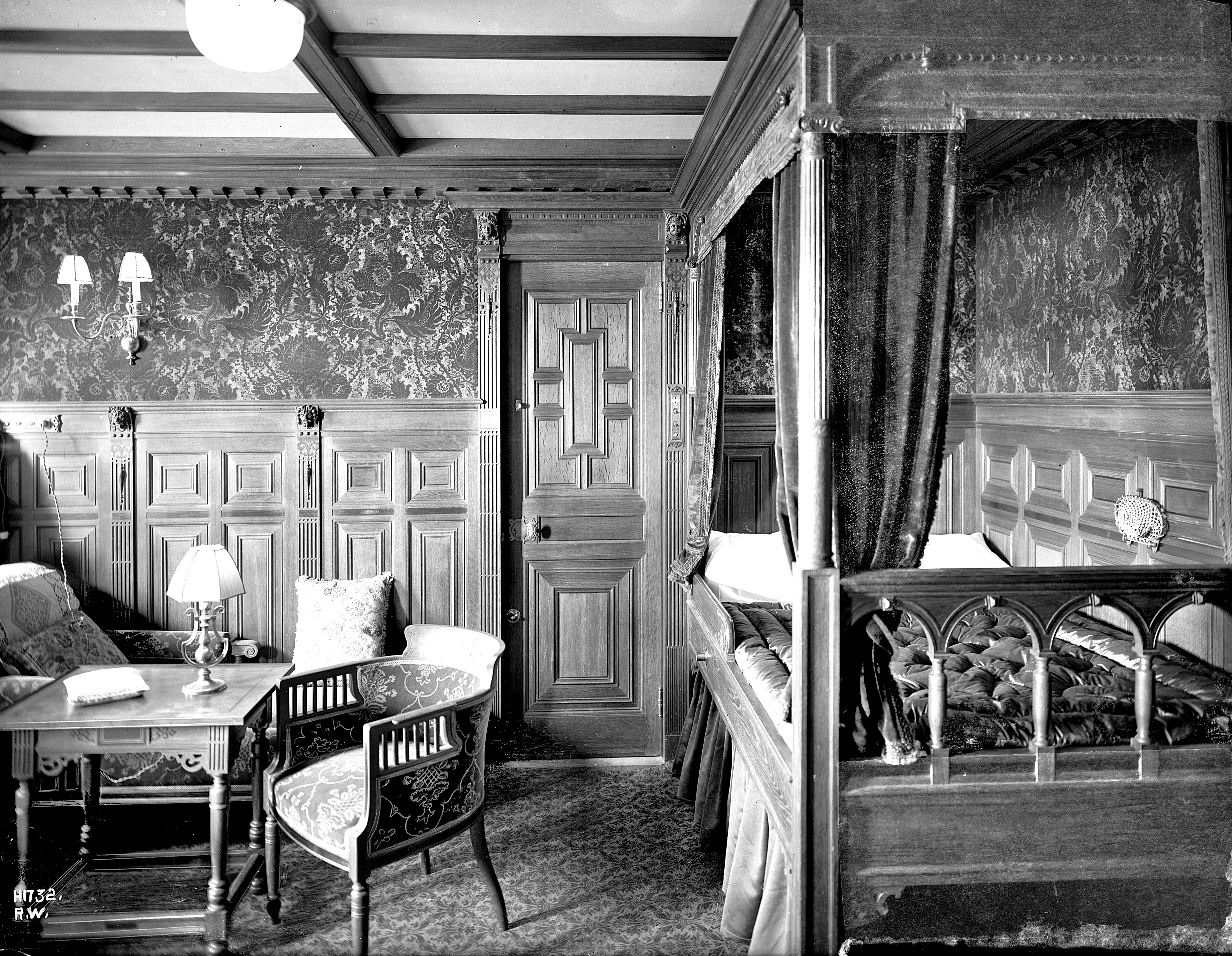
La cabine B-59, décorée dans le style hollandais ancien.

Les deux logements les plus chers du navire, surnommés les « suites des millionnaires », sont situés sur le pont B. Nouveauté à bord du Titanic, ces suites sont constituées d'un salon, de deux chambres, d'un vestiaire, d'une salle de bains, de toilettes séparées et d'une promenade privée longue de quinze mètres, pourvue de meubles en rotin et de plantes variées. Une cabine réservée aux domestiques pouvait également être associée à chaque suite. Dans le film Titanic de James Cameron, Rose occupe l'une de ces « suites des millionnaires » (qui fut en réalité occupée par Joseph Bruce Ismay). La deuxième suite est occupée par une milliardaire de Philadelphie, Charlotte Drake Cardeza.
Le prix d'un voyage en première classe varie de 30 à 870 £ de l'époque.

### Installations sanitaires
Au début du XXe siècle, les installations sanitaires des paquebots sont souvent rudimentaires. Les conditions d'hygiène sont par ailleurs différentes, et se laver n'est pas une activité quotidienne. De fait, si les installations sanitaires du Titanic peuvent sembler de piètre qualité aux yeux de quelqu'un vivant au XXIe siècle, elles représentent ce qui se fait de mieux à leur époque et valent celles de nombre d'hôtels de luxe de la même période.
Peu de cabines de première classe disposent d'une salle de bains et des toilettes. Elles ne sont équipées que d'un meuble comprenant un lavabo. Des groupes de cabines de toilettes et de salles de bains se trouvent donc sur chaque pont équipé de cabines, chaque groupe étant non mixte. Les baignoires doivent être réservées auprès d'un steward de bains qui se charge de les préparer. Par ailleurs, le faible nombre de toilettes oblige parfois les passagers à parcourir de longues distances, notamment les femmes, qui, lorsqu'elles sont dans le café véranda sur le pont A, doivent traverser l'intégralité du pont pour trouver des toilettes. Malgré ces défauts, le Titanic présente sur ce point une avancée par rapport à ses contemporains. Il faut d'ailleurs attendre 1928 pour que la plupart des cabines de première classe de l’Olympic soient équipées de salles de bain individuelles, et le Titanic aurait probablement dû attendre aussi longtemps pour en recevoir s'il n'avait pas coulé.

## Pendant le naufrage

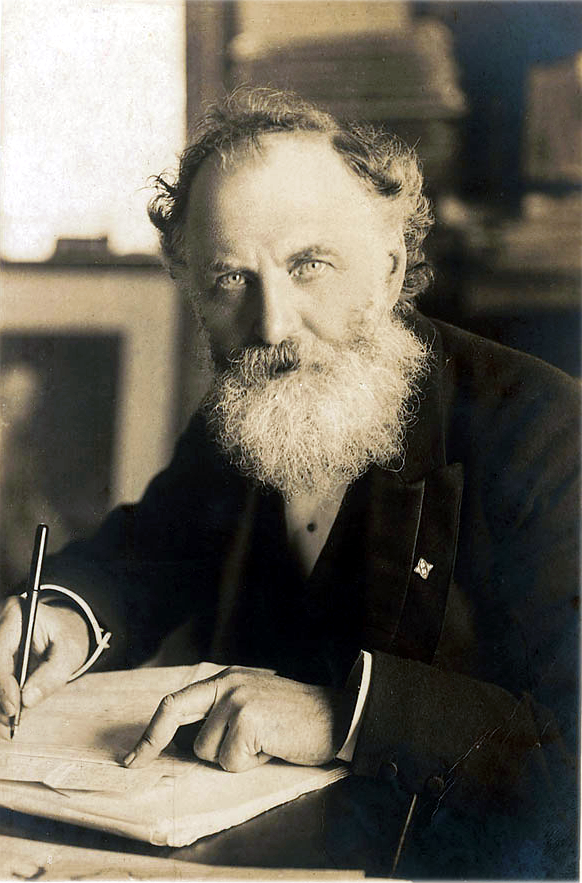
Alors que le Titanic coulait, William Thomas Stead est resté dans le fumoir pour lire.

Le 14 avril 1912 à 23 h 40, le Titanic heurte un iceberg et sombre, moins de trois heures plus tard. Leur emplacement, central et proche du pont des embarcations, donne aux installations de première classe un rôle primordial dans les événements de cette nuit. Le court de squash et les bains turcs, situés à l'avant du navire, sont rapidement submergés. L'un des derniers rescapés à voir Frederick Wright, le moniteur de squash, est le colonel Archibald Gracie, qui, au vu de la situation, lui propose de reporter le cours qu'il doit prendre le lendemain, ce que Wright approuve, en état de choc. Alors que les stewards arpentent les coursives et demandent aux passagers de se rendre sur le pont des embarcations en s'habillant chaudement, une foule s'assemble dans le grand salon où joue l'orchestre. Il fait en effet très froid dehors, et de la vapeur est expulsée des cheminées en faisant un bruit assourdissant, qui pousse les passagers à rester à l'intérieur.
De même, le gymnase ne désemplit pas. Les passagers s'y pressent pour y attendre au chaud d'embarquer dans un canot. On y voit ainsi le milliardaire John Jacob Astor éventrer un gilet de sauvetage sous les yeux de son épouse Madeleine pour la distraire, tandis que le moniteur de sports, Thomas McCawley, déclare à qui veut l'entendre qu'il ne portera pas de tel gilet pour ne pas être gêné dans sa nage,. Au cours de la soirée, l'orchestre s'installe près du gymnase et continue à jouer.
Le pont promenade n'est pas vide pour autant. C'est en effet à partir de celui-ci et du pont des embarcations que les passagers embarquent dans les canots, même s'il faut un certain temps pour ouvrir les vitres de la partie couverte du pont. Ceci explique que le canot no 4 attende au niveau du pont A pendant près d'une heure avant d'être chargé et de voir à son bord nombre de femmes de la haute société, notamment Mrs Astor, Ryerson, Carter, Thayer et Wiedener. L'atmosphère est dans un premier temps enjouée. Les passagers envoient des plaisanteries à leurs compagnons partant dans les canots, leur conseillant de ne pas aller trop loin au risque de ne pas pouvoir revenir, ou de garder leur billet pour pouvoir retourner à bord. Par la suite, la situation se tend, les passagers désirant plus fortement embarquer dans les canots, mais reste globalement calme. John Jacob Astor demande ainsi à l'officier Charles Lightoller s'il peut embarquer avec son épouse, mais ne proteste pas devant le refus qui lui est fait.
Dans le fumoir se réunissent ceux qui ont décidé de ne pas sauver leur vie. Un steward y aperçoit Thomas Andrews, concepteur du navire, le regard perdu dans le tableau qui orne la cheminée, un gilet de sauvetage abandonné à ses côtés. Non loin, le journaliste William Thomas Stead est absorbé par un livre. Dans la même pièce, le major Archibald Butt et son ami peintre Francis Davis Millet disputent une dernière partie de cartes avec Clarence Moore et Arthur Ryerson. Le navire se brise finalement au niveau du Grand Escalier arrière, alors que la plus grande partie des installations de première classe est submergée.

## Sur l'épave
Lorsqu'il découvre l'épave du Titanic en septembre 1985, Robert Ballard constate qu'elle s'est brisée en deux parties. La proue est en bon état, et les expéditions permettent de recueillir des images de certaines installations de première classe. Le gymnase est ainsi retrouvé dans un état convenable, bien que son toit se soit effondré lors des plongées suivantes. Le levier de commande du cheval électrique y est, par exemple, encore en place. De même, l'avant du pont promenade A est bien conservé, bien qu'orné de stalactites de rouille. Le Grand Escalier s'est, pour sa part, effondré sur lui-même, de même que sa coupole brisée. Sa cage sert de point d'entrée pour les submersibles guidés à l'intérieur de la structure. Des éléments tels que des lustres et des colonnes peu endommagés ont ainsi pu être observés, de même que certaines cabines de première classe.
L'épave s'est brisée entre les deux dernières cheminées, et la structure de la partie avant s'affaisse en arrière du salon de lecture. La partie arrière a implosé en sombrant, et les installations qui s'y trouvaient (fumoir, Restaurant à la carte, Café Parisien) sont méconnaissables. Un champ de débris s'étend entre les deux morceaux de l'épave, au sein duquel peuvent être observés la statue de l'Artémis de Versailles qui se trouvait dans le salon et l'un des chérubins du Grand Escalier arrière. Ce dernier est remonté à la surface et restauré. L'un des coffres-forts du navire est également découvert, et celui-ci se révèle avoir perdu son fond sous l'effet de la rouille, et est vide,.

## Au cinéma
Les installations de première classe du Titanic étant bien souvent les plus emblématiques du navire, ce sont elles qui sont les plus représentées. Si certaines reconstitutions comme celles du Titanic de 1943 et de celui de 1953 sont peu fidèles à la réalité, d'autres sont bien plus rigoureuses. Ainsi, les réalisateurs du film Atlantique, latitude 41° ont utilisé les plans originaux du navire pour reconstituer treize décors d'intérieur. Le film aux reconstitutions les plus fidèles est cependant Titanic de James Cameron.
Le gymnase est ainsi reconstruit à taille réelle. Il en est de même pour plusieurs cabines de première classe, de l'une des suites des millionnaires, du fumoir et du café véranda. Le salon de première classe est en revanche reconstruit en miniature, et les acteurs y sont par la suite intégrés par ordinateur. Le Grand Escalier et la salle à manger sont pour leur part reconstruits sur des plateaux inclinables et inondables. Le détail est poussé jusqu'à la production de vaisselle aux armes de la White Star Line et de moquettes fournies par les mêmes fournisseurs que pour le paquebot original.

## Sur lessister-shipsduTitanic

### Aménagements de l’Olympic: adaptation au fil des années
L’Olympic est le seul des trois navires de sa classe à avoir connu une carrière commerciale fructueuse, qui s'étend de 1911 à 1934 (avec cependant une interruption durant la Première Guerre mondiale). Le paquebot a donc connu plusieurs refontes visant à l'adapter à la demande, la clientèle évoluant avec le temps.
Mis en service près d'un an avant le Titanic, l’Olympic se différencie de son jumeau par plusieurs points. La différence la plus visible concerne le pont promenade. L’Olympic possède en effet deux ponts, l'un ouvert et l'autre fermé par des vitres. Le premier se révèle rapidement invivable à cause des courants d'air (les passagers le surnomment d'ailleurs « pont ouragan »), et le second est inutilisé. Sur le Titanic, le pont promenade B est supprimé pour laisser place à des cabines, au Café Parisien et à une aile du Restaurant à la carte. Après le naufrage du Titanic, l’Olympic subit une lourde refonte qui a pour but de renforcer sa sécurité. Les concepteurs du navire profitent de l'occasion pour élargir le Restaurant et ajouter le Café Parisien (le reste du pont promenade B reste cependant présent).
En 1924, l’Olympic subit une refonte d'importance visant à le réadapter au marché (en y ajoutant notamment une classe touriste). Un cinéma est installé dans le salon de première classe,. À la fin des années 1920, une série de refontes entraîne l'ajout de salles de bains à toutes les cabines de première classe. Dans les années 1930, beaucoup de modifications sont apportées aux installations : les boiseries des escaliers de première classe (avant et arrière) sont repeintes en vert avocat pour s'adapter aux goûts de la clientèle, le restaurant à la carte gagne une salle de réception indépendante de l'escalier arrière comme ce qui était prévu sur le Britannic. Également à l'instar des plans du Britannic, une partie du salon de lecture est supprimée pour laisser la place à des cabines[réf. nécessaire].

### LeBritannic: nouveautés jamais essayées

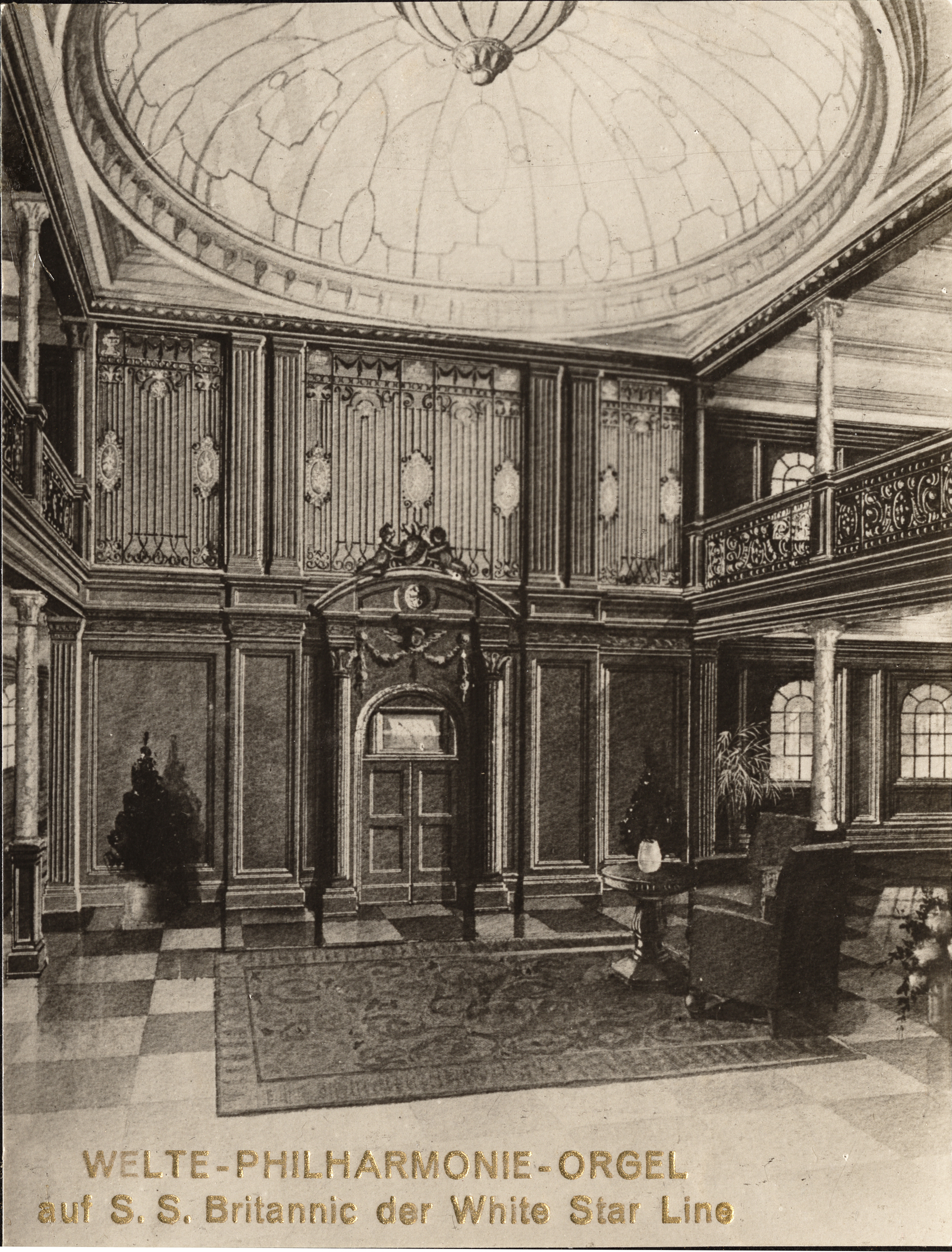
Le Grand Escalier du Britannic aurait dû être orné de grandes orgues.

Le Britannic devait être encore plus somptueux que ses deux sister-ships. Les plans et dessins d'époque permettent de savoir à quoi il aurait pu ressembler s'il avait effectué une traversée commerciale. La première différence devait permettre au Britannic de s'imposer en matière de luxe, puisqu'il devait être le premier paquebot proposant une salle de bains dans presque toutes ses cabines de première classe. Les escaliers devaient également être améliorés : le Grand Escalier arrière aurait été pourvu d'un ascenseur, et le grand escalier avant décoré de grandes orgues au niveau du pont A et du pont principal. Des installations supplémentaires devaient également voir le jour. À bâbord, symétriquement par rapport au gymnase, une salle de jeux pour enfants était prévue. Manucure et coiffeur pour dames devaient s'installer sur le pont B, près de l'Escalier arrière,.
Restaurant à la carte et Café Parisien devaient également subir des changements radicaux : le second était tout simplement supprimé, permettant d'agrandir le Restaurant qui se serait étendu sur la largeur du paquebot. Il gagnait également une salle de réception indépendante du Grand Escalier arrière. La piscine devait également être améliorée en l'agrémentant de panneaux à l'aspect de marbre et de colonnes, pour lui donner un aspect moins sobre que sur ses sister-ships.